# Episodi di Pretty Little Liars (seconda stagione)
La seconda stagione della serie televisiva Pretty Little Liars, composta da venticinque episodi, è stata trasmessa dal 14 giugno 2011 al 19 marzo 2012 sul canale statunitense ABC Family.
In Italia la serie è andata in onda dal 17 gennaio 2012 al 26 giugno 2012 su Mya, canale pay della piattaforma Mediaset Premium. In chiaro, è andata in onda dal 10 luglio al 13 agosto 2013 su Italia 1.
Al termine di questa stagione esce dal cast principale Bianca Lawson.
L'antagonista principale di questa stagione è sempre A, la cui identità viene rivelata nell'ultimo episodio.
| nº | Titolo originale                        | Titolo italiano                     | Prima TV USA     | Prima TV Italia  |
| -- | --------------------------------------- | ----------------------------------- | ---------------- | ---------------- |
| 1  | It's Alive                              | Il mistero                          | 14 giugno 2011   | 17 gennaio 2012  |
| 2  | The Goodbye Look                        | Lo sguardo d'addio                  | 21 giugno 2011   | 17 gennaio 2012  |
| 3  | My Name Is Trouble                      | Guai in vista                       | 28 giugno 2011   | 24 gennaio 2012  |
| 4  | Blind Dates                             | Appuntamenti al buio                | 5 luglio 2011    | 31 gennaio 2012  |
| 5  | The Devil You Know                      | Sotto gli occhi del diavolo         | 12 luglio 2011   | 7 febbraio 2012  |
| 6  | Never Letting Go                        | Mai dimenticare                     | 19 luglio 2011   | 14 febbraio 2012 |
| 7  | Surface Tension                         | Affiorano tensioni                  | 26 luglio 2011   | 21 febbraio 2012 |
| 8  | Save the Date                           | Save the date                       | 2 agosto 2011    | 28 febbraio 2012 |
| 9  | Picture This                            | Figurati un po'                     | 9 agosto 2011    | 6 marzo 2012     |
| 10 | Touched by an 'A'-ngel                  | Il tocco di un A.ngelo              | 16 agosto 2011   | 13 marzo 2012    |
| 11 | I Must Confess                          | Confesso                            | 23 agosto 2011   | 20 marzo 2012    |
| 12 | Over My Dead Body                       | Sul mio cadavere                    | 30 agosto 2011   | 27 marzo 2012    |
| 13 | The First Secret                        | Il primo segreto                    | 19 ottobre 2011  | 3 aprile 2012    |
| 14 | Through Many Dangers, Toils, and Snares | Pericoli, tranelli e insidie        | 2 gennaio 2012   | 10 aprile 2012   |
| 15 | A Hot Piece of A                        | Un pezzo scottante di A             | 9 gennaio 2012   | 17 aprile 2012   |
| 16 | Let the Water Hold Me Down              | Segreti e bugie                     | 16 gennaio 2012  | 24 aprile 2012   |
| 17 | The Blond Leading the Blind             | Proteggi chi ami                    | 23 gennaio 2012  | 1º maggio 2012   |
| 18 | A Kiss Before Lying                     | Un bacio prima di mentire           | 30 gennaio 2012  | 8 maggio 2012    |
| 19 | The Naked Truth                         | La nuda verità                      | 6 febbraio 2012  | 15 maggio 2012   |
| 20 | CTRL:A                                  | CTRL:A                              | 13 febbraio 2012 | 22 maggio 2012   |
| 21 | Breaking the Code                       | Decifra il codice                   | 20 febbraio 2012 | 29 maggio 2012   |
| 22 | Father Knows Best                       | Papà ha sempre ragione              | 27 febbraio 2012 | 5 giugno 2012    |
| 23 | Eye of the Beholder                     | Negli occhi di chi guarda           | 5 marzo 2012     | 12 giugno 2012   |
| 24 | If These Dolls Could Talk               | Se queste bambole potessero parlare | 12 marzo 2012    | 19 giugno 2012   |
| 25 | UnmAsked                                | Senza mascher-A                     | 19 marzo 2012    | 26 giugno 2012   |

## Il mistero
- Titolo originale: It's Alive
- Diretto da: Ron Lagomarsino
- Scritto da: I. Marlene King

### Trama
Su suggerimento della madre di Spencer, le ragazze vengono convinte a entrare in terapia. Anne Sullivan, la psicologa, nelle prime due sedute non riesce a scoprire alcunché perché le quattro sono particolarmente reticenti quando si trovano assieme.
Aria, felice del ritorno a casa di sua madre, non è ancora riuscita ad appianare i suoi problemi con Ezra, il quale risulta sempre più occupato nel suo nuovo ruolo di docente universitario. Grazie a Lucas, Hanna riesce a incontrare Caleb ma, anche se il ragazzo ribadisce di amarla, lei non riesce a perdonarlo. Successivamente, Hanna ha un duro scontro con Mona, dopo aver scoperto che l’amica aveva stracciato la lettera di Caleb in cui lui le dichiarava il suo amore. In quel frangente, Hanna apprende anche che Mona si frequenta con Noel. Emily deve fare i conti con la decisione della madre di trasferirsi in Texas, accanto alla base militare in cui lavora il padre. Spencer viene trascurata dalla sua famiglia perché tutti sono concentrati solo sul dolore di Melissa, incinta e provata, che non sa se il marito sia morto o in fuga. Combattuta tra la sua famiglia e Toby, Spencer decide di ascoltare Melissa, lasciando Toby solo con Emily e non raggiungendoli per il loro appuntamento.
In città, intanto, è tornato ancora una volta Jason, visto che la famiglia di Maya ha lasciato Rosewood e quindi la casa dei DiLaurentis.
Tramite una foto inviata ad Aria, le ragazze scoprono che A è entrato in casa di Ezra. Successivamente le quattro si accordano per provare a raccontare il loro segreto ad Anne e la contattano per avere un appuntamento. Nello studio Aria sta per prendere la parola, ma Spencer nota un oggetto su una mensola e interrompe bruscamente la seduta. Hanna nota anch'essa l'oggetto e, approfittando del momentaneo smarrimento della terapeuta, lo preleva e lo mette nella sua borsa. Le ragazze se ne vanno e, una volta uscite dall'edificio, mostrano ad Aria il motivo della loro fuga improvvisa: A ha sottratto un diploma a casa di Ezra e lo ha esposto all'interno dello studio. Visto lo strano comportamento delle ragazze, Anne suggerisce ai genitori di convertire la terapia di gruppo in sedute individuali. I genitori inoltre ritengono opportuno che le ragazze non si frequentino per un po' di tempo anche per smorzare l'ondata di pettegolezzi che le sta investendo. Anne infine esce dal suo studio e si rende conto che qualcuno la sta seguendo: è A che, però, si nasconde per non farsi vedere.
Spencer, a casa da sola, sente dei rumori che la spaventano molto, fino a quando non scopre che si tratta di Toby, andato là per vederla. Dopo aver salutato Toby, Spencer sente il telefono di Melissa squillare e, letto il messaggio, chiama immediatamente le altre. La ragazza sospetta che il mittente del messaggio ricevuto dalla sorella sia Ian. Per verificare la sua identità, Spencer gli chiede una cosa che solo lui e Melissa possono sapere e la risposta che arriva è corretta, cosa che sconvolge ulteriormente le quattro ragazze.
Nel frattempo A, fingendosi una persona interessata ad affittare la casa della famiglia di Emily, si introduce nella sua stanza e cancella tutti i file presenti sul computer.
- Guest star: Annabeth Gish (Anne Sullivan), Janel Parrish (Mona Vanderwall), Torrey DeVitto (Melissa Hastings), Tammin Sursok (Jenna Cavanaugh), Keegan Allen (Toby Cavanaugh), Tyler Blackburn (Caleb Rivers), Yani Gellman (Agente Garrett Reynolds), Brant Daugherty (Noel Kahn), Brendan Robinson (Lucas Gottesman), Nolan North (Peter Hastings), Lesley Fera (Veronica Hastings), Nia Peeples (Pam Fields).
- Ascolti USA: telespettatori 3 678 000[2].

## Lo sguardo d'addio
- Titolo originale: The Goodbye Look
- Diretto da: Norman Buckley
- Scritto da: Joseph Dougherty

### Trama
Dopo aver scoperto che Ian è ancora vivo, anche a scuola le ragazze devono far vedere di prendere sul serio l'ordine dei genitori e pertanto cercano di stare il più lontane possibile, cosa che però le strugge, soprattutto quando scoprono che tutti i video della pen-drive sono stati cancellati dal PC di Emily.
Hanna si trova costretta a far fronte non solo alla lontananza con le sue amiche, ma anche all'insistente Mona, che cerca ancora di farsi perdonare per la storia di Caleb, e a suo padre, Tom, tornato momentaneamente in città per occuparsi delle vicende della figlia, cosa che innervosisce molto la ragazza. Stranamente, però, durante una conversazione tra i due, il padre cerca di scusarsi per le sue mancanze e, grazie alle sue parole, Hanna capisce i buoni intenti di Mona e pertanto chiarisce anche con lei.
Emily, costretta da sua madre a non sentire tramite telefono le sue amiche, si butta a capofitto nel nuoto e tenta di approfondire l'amicizia nata con Samara. La sua tristezza viene ad affievolirsi solo quando un talent scout di una prestigiosa università nota le sue potenzialità come nuotatrice e le comunica che lei potrebbe essere una valida candidata a ricevere una borsa di studio dal loro college.
Aria tenta con tutte le sue forze di riappacificarsi con Ezra ma, dopo l'ennesima delusione, decide di chiudere per sempre con lui. Durante l'ultimo giorno di lezione con Ezra, però, dopo i saluti finali, Aria capisce di amarlo veramente e, corsa fuori da lui al parcheggio, lo bacia come mai aveva potuto fare prima di allora.
Spencer, sempre più sospettosa nei confronti della sorella, si trova sola ora che le sue amiche sono costrette a starle lontana ma, grazie a Toby, riesce a sentirsi meglio. Successivamente Spencer decidere di andare a parlare a Jason ma si trova costretta a dover rispondere a una serie di strane domande, postele dal ragazzo, circa ciò che le è successo con Ian al campanile e la cosa la fa sentire molto a disagio. La sera stessa, dopo essere uscita con Toby, Spencer rientra in casa dove, ad aspettarla, trova Aria, che però è stata travolta da un ladro entrato in casa Hastings. Dopo aver appreso che anche a casa di Emily e in altre case di Rosewood sono avvenuti dei furti di attrezzature da campeggio, le due pensano che dietro a tutto questo ci sia Ian che sta cercando di nascondersi. Spencer trova delle prove che dimostrano che Melissa esce di nascosto a piedi e inizia a sospettare che suo marito sia nascosto in un luogo non troppo lontano. Le quattro ragazze si riuniscono per andare a cercare Ian, senza però ottenere risultati. Sulla strada del ritorno, Spencer, Hanna, Aria ed Emily passano di fronte alla casa di Jason, dove trovano il ragazzo che, molto nervoso, sta costruendo un recinto per tenere lontani i curiosi o, come sospetta Aria, per tenere qualcuno dentro casa. Non appena le ragazze se ne vanno, un cane, lo stesso che quella mattina Jason aveva cacciato dal suo giardino, si trova ancora lì, intento a gironzolare sul prato e, in sua compagnia, c'è A.
- Guest star: Janel Parrish (Mona Vanderwall), Torrey DeVitto (Melissa Hastings), Tammin Sursok (Jenna Cavanaugh), Keegan Allen (Toby Cavanaugh), Drew Van Acker (Jason DiLaurentis), Claire Holt (Samara), Roark Critchlow (Tom Marin), Greg Cromer (Ken Rabin), Nia Peeples (Pam Fields).
- Ascolti USA: telespettatori 2 655 000[3].

## Guai in vista
- Titolo originale: My Name Is Trouble
- Diretto da: Elodie Keene
- Scritto da: Oliver Goldstick

### Trama
Costrette a stare lontane, le ragazze cercano il modo di passare il tempo separate.
Aria, per vedere più spesso Ezra, decide di iscriversi a un corso pomeridiano che si tiene nel college in cui ora insegna il giovane professore. Qui, però, Aria viene vista da Jackie, ex fidanzata di Ezra. Alla fine, entrata a far parte del corso d’arte, Aria ha una spiacevole sorpresa quando scopre che, a frequentarlo, c'è anche Jenna. Non sapendo cosa fare, Aria decide di darsi un nome falso e le cose vanno per il meglio, fino a quando la ragazza non scopre l'imbroglio.
Emily, decisa a rimanere a Rosewood e a non trasferirsi in Texas, scrive una falsa lettera di raccomandazione della Danby, il college di cui fa parte il talent scout che la voleva reclutare, in modo tale che sua madre, Pam, la lasci a Rosewood per farle frequentare la squadra locale di nuoto. Capito però che ora le cose tra lei e la madre vanno per il meglio, Emily decide di strappare la lettera e di non spedirla. Poco dopo, però, la ragazza ha una spiacevole sorpresa: sullo zerbino di casa sua è stata lasciata una lettera della Danby, la stessa scritta da lei, che Pam ha trovato e letto. Corsa a cercare tra i rifiuti, Emily trova una lettera di A che la informa di volerla tenere a Rosewood.
Hanna, sospettosa per via dello strano feeling ritrovato dai genitori negli ultimi tempi, cerca di riavvicinarsi a Lucas, il quale, dopo averle confessato che ora Caleb vive da lui, le offre la possibilità di collaborare all'annuario scolastico. Qui, per aiutare l'amico, Hanna parla con Danielle, una ragazza per la quale Lucas ha una cotta e, dopo averla convinta a parlare con lui, Lucas, capite le buone intenzioni dell'amica ormai ritrovata, la ringrazia.
Spencer, sempre più sospettosa nei confronti di Melissa, scopre che la sorella ha perso l'anello di fidanzamento regalatole da Ian e, una volta ritrovato, decide di non ridarglielo dopo che la sorella le ha chiaramente detto che, se dovesse scegliere tra lei e il marito, la scelta non ricadrebbe di certo su di lei. Per sua fortuna, però, le cose con Toby vanno bene, anche se Spencer è preoccupata per il suo nuovo lavoro a casa di Jason. Visto il bisogno di denaro di Toby, Spencer decide di impegnare l'anello di Melissa e comprare un furgone da lavoro al suo ragazzo che, senza parole per il gesto, dice a Spencer di amarla. Successivamente la ragazza, dalla finestra della sua camera da letto, spia Jason, convinta che in casa DiLaurentis ci sia qualcun altro, oltre a lui. Dopo aver scoperto che sua sorella Melissa è passata a trovare il fratello di Ali, Spencer diventa ancora più sospettosa. Quella sera stessa, la ragazza ascolta una strana conversazione telefonica della sorella e subito chiama le amiche. Riunitesi, Spencer, Hanna e Aria, dopo aver appreso che ora Jenna sa che Aria è al suo corso d’arte, seguono Melissa per vedere con chi si deve incontrare. Con loro grande sorpresa, le tre scoprono che a scendere dall'auto non è Ian, bensì Wren, ex ragazzo di Melissa, che le consegna una busta, lasciando con ancora più dubbi le ragazze.
Intanto, al negozio dei pegni, A va a comprare l'anello di Melissa precedentemente impegnato da Spencer.
- Guest star: Julian Morris (Wren Kim), Torrey DeVitto (Melissa Hastings), Tammin Sursok (Jenna Marshall), Keegan Allen (Toby Cavanaugh), Drew Van Acker (Jason DiLaurentis), Brendan Robinson (Lucas Gottesman), Roark Critchlow (Tom Marin), Paloma Guzmán (Jackie Molina), Nia Peeples (Pam Fields).
- Ascolti USA: telespettatori 2 777 000[4].

## Appuntamenti al buio
- Titolo originale: Blind Dates
- Diretto da. Dean White
- Scritto da: Charlie Craig

### Trama
Hanna aiuta Lucas a uscire con Danielle, la ragazza dell’annuario per cui Lucas ha una cotta, anche grazie alla complicità di Caleb.
Spencer va a riprendere l'anello della sorella che aveva precedentemente impegnato, ma il proprietario del negozio le dice di averlo già venduto a un tale che si chiama A, quindi consegna alla ragazza un vecchio ferro di cavallo arrugginito. Inoltre, Spencer scopre che Wren ha dato degli antidolorifici a Melissa che presumibilmente verranno portati ad Ian per aiutarlo a riprendersi.
Aria si reca al campo sportivo della scuola per dare le chiavi di casa a suo fratello Mike. Qui, scopre che Jason, anni prima, aveva una cotta per lei e che suo fratello non frequenta più il campo sportivo ormai da mesi.
Emily, pentita per la lettera del talent scout della Danby scritta da lei ma inviata da A, riceve anche dei gadget dall'università, mandati sempre da A, quindi si convince a dire alla madre della bugia. Fortunatamente, l'intervento della sua amica Samara, con cui la ragazza ha instaurato un ottimo rapporto, convince Pam a informarsi anche su altri college e a non tenere in considerazione solo l'offerta della Danby.
Hanna va da sola dalla psicoterapeuta, con la quale parla di Alison. Dopo la sua seduta, lo studio della dottoressa Sullivan viene messo sottosopra e sul muro viene lasciata una scritta: "Le ficcanaso muoiono".
Le quattro amiche, in macchina, grazie a una soffiata di Wren, inseguono lui e Melissa fino al luogo dove dovrebbe nascondersi Ian ma, una volta arrivate sul posto, trovano il ragazzo morto suicida con un colpo di pistola alla tempia; Melissa ne resta sconvolta. Accanto al corpo, viene rinvenuta una lettera in cui Ian confessa l'omicidio di Alison. Inoltre, nel luogo dove viene ritrovato il cadavere, su una trave del muro si vede che, fra tanti ferri di cavallo, ne manca uno uguale a quello preso precedentemente da Spencer al banco dei pegni. Le ragazze, sconvolte per la morte di Ian, non sanno che vicino a loro c'è A. Infatti, nel mentre, questi infila nella borsa di Spencer, lasciata incustodita in macchina, un cellulare acceso.
- Guest star: Julian Morris (Wren Kingston), Torrey DeVitto (Melissa Hastings), Tammin Sursok (Jenna Marshall), Cody Allen Christian (Mike Montgomery), Drew Van Acker (Jason DiLaurentis), Brendan Robinson (Lucas Gottesman), Nia Peeples (Pam Fields).

## Sotto gli occhi del diavolo
- Titolo originale: The Devil You Know
- Diretto da: Michael Grossman
- Scritto da: Maya Goldsmith

### Trama
Nonostante la morte di Ian e la sua confessione, Emily non riesce ancora a stare tranquilla, poiché non crede che quella vicenda si sia realmente conclusa. Osservando bene la lettera di confessione di Ian, la ragazza capisce che, come al solito, dietro a tutto c'è proprio A. Così, continuando le sue ricerche, Emily si ritrova di fronte al ragazzo che, qualche tempo prima, aveva consegnato loro i soldi del riscatto di Ian e, parlandoci, scopre che a ingaggiarlo non fu Ian, bensì una donna.
A casa sua, intanto, Spencer deve fare i conti con i giornalisti e con tutti quelli che continuano a ricordare che persona orribile fosse Ian, ferendo ancora di più Melissa. Vedendo così giù la sorella, Spencer convince i genitori a organizzare loro il funerale del genero, nonostante tutto quello che è successo.
Aria è stanca di dover nascondere la sua relazione con Ezra e quindi prova a chiedergli di fare un passo avanti insieme, cosa che però si dimostra molto più difficile del previsto. Intanto, la situazione con suo fratello Mike si fa sempre più tesa: il ragazzo, infatti, è stato scoperto da Jason mentre cercava di entrare in casa sua e, messo alle strette, Mike confessa ad Aria alcune sue azioni passate di furto.
Hanna si riavvicina a Caleb, il quale, dopo averle raccontato del patto fatto con la sua famiglia affidataria, fa compiere alla ragazza un'azione per aiutarlo che, in seguito, porterà i due a sistemare i loro problemi e a riprendere la loro relazione.
Aria viene ancora una volta delusa da Ezra e pertanto si ritrova ad avvicinarsi a Jason.
Emily chiede aiuto a Garrett per scoprire chi è la donna che aveva ingaggiato il ragazzo che doveva consegnare loro il riscatto di Ian.
Tornata a casa, Spencer riesce finalmente a parlare con la sorella quando, improvvisamente, le squilla il telefono che le aveva precedentemente lasciato A nella borsetta: si tratta del cellulare di Ian, cosa che fa notevolmente infuriare Melissa, la quale, ancora una volta, non crede all'innocenza di Spencer.
Nel mentre, Garrett si è recato dal ragazzo indicatogli da Emily, ma non per aiutarla, bensì per dargli dei soldi e mandarlo via da Rosewood, per poi avvisare Jenna che è stato tutto sistemato.
Intanto, a casa sua, Emily continua a cercare indizi e, capendo dove andare, si reca con le amiche al cimitero, dove tutte, in primis Spencer, capiscono che A le sta manovrando. Una volta giunte sulla tomba di Alison, le ragazze vengono spaventate da un video della ragazza proiettato sulla parete di una lapide. Il video è quello girato nel bosco vicino alle case degli Hastings e dei DiLaurentis, in cui pare che Ian abbia ucciso Ali, solo che invece che interrompersi come nella versione che avevano loro, il video continua, rivelando che in realtà la ragazza, a fine riprese, era ancora viva e vegeta. Sconvolte, le Liars cominciano a cercare il proiettore, non notando poco lontano da loro A, che alla fine si allontana furtivamente.
- Guest star: Torrey DeVitto (Melissa Hastings), Tyler Blackburn (Caleb Rivers), Drew Van Acker (Jason DiLaurentis), Yani Gellman (Agente Garrett Reynolds), Nolan North (Peter Hastings), Lesley Fera (Veronica Hastings), Ryan Merriman (Ian Thomas), Paloma Guzmán (Jackie Molina), Cody Allen Christian (Mike Montgomery).
- Ascolti USA: telespettatori 2 424 000[5].

## Mai dimenticare
- Titolo originale: Never Letting Go
- Diretto da: J. Miller Tobin
- Scritto da: Bryan M. Holdman

### Trama
Come ogni anno, viene organizzata dalla comunità di Rosewood una sfilata di moda per beneficenza e, per l'occasione, Jessica DiLaurentis torna in città per commemorare ancora una volta la memoria della figlia. La donna chiede aiuto alle ragazze e dice loro di indossare degli abiti di Alison, cosa che lascia impietrite Hanna, Spencer, Emily e Aria.
Intanto, ognuna delle ragazze si trova di fronte ad altri problemi.
Emily, che da un lato si preoccupa per la madre, triste per la lontananza con Wayne, le suggerisce di trasferirsi momentaneamente da lui in Texas, mentre lei rimarrà in città fino alla fine del semestre, per poi raggiungerli in estate. Dall'altro lato, invece, la Liar si scopre improvvisamente triste e, forse, gelosa quando vede Samara insieme a una ragazza.
Spencer, che era a capo dell'organizzazione della sfilata di beneficenza, al suo ritorno trova le cose cambiate: al suo posto si è autoeletta Mona che, ora, comanda tutti a bacchetta. A casa, invece, la ragazza scopre che suo padre Peter si sente in gran segreto con la madre di Alison, cosa che la insospettisce molto.
Aria, turbata dalla sfilata e dalla precedente rivelazione di Jason, cerca di aiutare il ragazzo a ricordare la notte della scomparsa di Alison, riuscendo però solamente a farlo arrabbiare, poiché infastidito da tale pressione.
Nel frattempo, Hanna nota atteggiamenti intimi tra il padre e la madre, cosa che la infastidisce molto, tanto da portarla a urlare contro Tom per fargli capire i veri sentimenti che l’uomo nutre ancora per Ashley.
Il momento della sfilata è finalmente arrivato e tutto va per il meglio, fino a quando non arriva il momento commemorativo per Alison: le quattro Liars sfilano sorridenti sulla passerella, mentre le foto di Ali vengono proiettate sulla parete posta dietro di loro. Improvvisamente, però, si sente una musica assordante e compaiono frasi cattive nei confronti di Alison, che infuocano le immagini della ragazza. Tra lo shock e lo stupore generale, le quattro amiche cercano di riprendere in mano la situazione e di far smettere quell'oscenità. La serata è finalmente giunta al termine e, turbate dall'ennesimo messaggio di A, le ragazze tornano a casa: Hanna, accompagnata da Caleb, trova ad aspettarla il padre che, risvegliato dal discorso della figlia, si rende conto che deve chiarire la situazione con la sua ex moglie e quindi, nel frattempo, resterà ancora un po’ a Rosewood; Emily scopre con entusiasmo che la madre ha accettato di raggiungere il marito in Texas, lasciando lei a Rosewood; Aria, rimasta alla sfilata per recuperare le sue ultime cose, ha uno spiacevole incontro con Noel, interrotto dall'arrivo repentino di Jason, il quale, dopo aver mandato via il ragazzo, si ferma a parlare con Aria per poi riaccompagnarla a casa; Spencer parla con suo padre in merito a Jessica, ma l’uomo va fuori di sé e le dice solo che deve stare alla larga da Jason.
A compra degli stivali online.
- Guest star: Andrea Parker (Jessica DiLaurentis), Janel Parrish (Mona Vanderwall), Keegan Allen (Toby Cavanaugh), Tyler Blackburn (Caleb Rivers), Nolan North (Peter Hastings), Drew Van Acker (Jason DiLaurentis), Brant Daugherty (Noel Kahn), Claire Holt (Samara), Roark Critchlow (Tom Marin), Nia Peeples (Pam Fields).
- Ascolti USA: telespettatori 2 528 000[6].

## Affiorano tensioni
- Titolo originale: Surface Tension
- Diretto da: Norman Buckley
- Scritto da: Joseph Dougherty

### Trama
Riunitesi a casa di Hanna per parlare di quanto successo alla sfilata, le quattro ragazze ricevono un cesto con dentro un biglietto indirizzato a Emily e Hanna: il cesto è stato inviato loro da A, per informarle di essere a conoscenza della nuova sistemazione di Emily, che si è trasferita da Hanna durante l'assenza momentanea della madre.
Le madri di Aria e di Hanna cominciano a preoccuparsi e, insieme, convengono che quanto accaduto alla sfilata non è l'inizio di quella brutta storia. Inoltre, le due donne pensano che i metodi educativi dei genitori di Spencer, soprattutto del padre, non siano dei migliori.
Hanna, dal canto suo, nonostante sia felice di avere l'amica Emily con sé, deve affrontare il trauma dovuto all'ormai palese riavvicinamento tra i suoi genitori e, in più, affronta con Caleb il problema del suo "lavoro" pericoloso: infatti il ragazzo decripta cellulari, computer e apparecchi elettronici.
Aria aiuta la madre con i preparativi per la festa che si terrà quella sera a casa loro, dove sarà presente anche Ezra. Data l'occasione, i due ragazzi hanno deciso di sfruttare la cena per tentare un avvicinamento e testare le possibili reazioni dei coniugi Montgomery, fino a quando, però, Aria non scopre che alla festa sarà presente anche Jason. La festa ha inizio e tutto sembra andare per il meglio, finché non arriva sul posto la polizia, per informare i signori Montgomery che Mike è stato arrestato per furto. Corsi subito dal ragazzo, Ella e Byron lasciano in casa Aria che, mandati via gli ospiti, rimane sola con Ezra e Jason. Mentre Aria parla con Jason dell'accaduto, Ezra nota uno strano feeling tra i due che lo insospettisce molto, fino a quando, poco dopo, Aria non li manda via entrambi. La ragazza ha infatti scoperto la refurtiva del fratello, tra la quale ha trovato anche un oggetto appartenente a Jenna. Parlando poco dopo con Mike, però, Aria scopre che quell'oggetto è stato in realtà rubato da casa di Garrett.
Spencer, intanto, prova a scoprire qualcosa da Garrett, il quale continua a confermarle quanto sostenuto da tutti: Ian è il colpevole dell'omicidio di Ali. La ragazza, però, non ne è convinta e i suoi sospetti si fanno ancora più grandi quando Toby, lavorando nel giardino di Jason, trova una mazza da hockey di proprietà di Melissa, spezzata e sotterrata, al confine tra casa DiLaurentis e casa Hastings. Spencer allora prova a parlarne con il padre, il quale però decide di bruciare la mazza e, dopo aver lanciato velate accuse contro la figlia, se ne va, lasciando Spencer sola e in lacrime. Spinta da Toby e appoggiata dalle sue amiche, Spencer continua le ricerche e torna da Garrett ma, mentre i due stanno parlando, la ragazza riceve un messaggio da parte di Aria nel quale le viene detto di non potersi fidare del giovane agente di polizia.
In casa sua, intanto, A sta preparando un flacone, dentro al quale inietta qualcosa.
- Guest star: Keegan Allen (Toby Cavanaugh), Tyler Blackburn (Caleb Rivers), Nolan North (Peter Hastings), Drew Van Acker (Jason DiLaurentis), Yani Gellman (Agente Garrett Reynolds), Roark Critchlow (Tom Marin), Jim Titus (Barry Maple), Cody Allen Christian (Mike Montgomery).
- Ascolti USA: telespettatori 2 358 000[7].

## Save the date
- Titolo originale: Save the Date
- Diretto da: Chris Grismer
- Scritto da: Matt Witten

### Trama
Dopo aver scoperto che Garrett ha qualche collegamento con Jenna, le Liars si riuniscono per parlarne quando, improvvisamente, vedono la macchina del ragazzo fermarsi proprio di fronte alla casa di Jenna. Avvicinandosi di soppiatto alla finestra, le quattro scoprono che i due hanno una storia segreta. Sconvolte dalla notizia, le ragazze cercano di scoprire la verità e, intanto, di andare avanti con le proprie vite.
Hanna cerca di affrontare il problema del lavoro pericoloso di Caleb: la ragazza ha infatti scoperto che un uomo, probabilmente della polizia, sta seguendo il ragazzo a causa dei suoi loschi affari e, preoccupata, lo avverte di fare attenzione.
Aria è combattuta tra Ezra, che si è accorto che tra lei e Jason c'è qualcosa, e i problemi familiari derivati dallo strano comportamento di Mike che, chiusosi in sé stesso, non vuole parlare con nessuno.
Spencer, sempre più convinta dell'innocenza di Ian nell’assassinio di Alison, riceve l'improvvisa visita di Wren, tornato all’ospedale di Rosewood per lavoro. La ragazza, approfittando del ricovero di Emily, colpita da una forte ulcera dovuta allo stress, decide di intrufolarsi nell'obitorio per scoprire cosa sia realmente accaduto a Alison.
Emily, intanto, riceve la visita di Wren che la informa in privato che il test per il doping è risultato positivo, sconvolgendo la ragazza che, dopo aver ricevuto un messaggio da A, scopre che c'è proprio lei/lui dietro tutto. Seriamente preoccupata per il nuoto, alla fine Emily decide di raccontare tutta la verità al padre, che però la blocca per informarla che, sia a lui che a sua madre, non importano altro che la sua salute e la sua felicità.
Nel frattempo Hanna, mentre si trova per strada, incontra l'uomo che sta seguendo Caleb e gli urla di lasciare in pace il ragazzo. L'uomo non le risponde ma, poco dopo, fa una telefonata per informare una donna misteriosa che il ragazzo non vuole vederla.
Giù nell'obitorio, intanto, Aria, Spencer ed Emily scoprono verità importanti riguardo alla morte di Alison: la ragazza è stata colpita da un'arma che, quasi sicuramente, era la mazza da hockey ritrovata da Toby; il colpo però non l'ha uccisa, la ragazza infatti è stata sotterrata ancora viva. Sconvolte, le tre amiche risistemano i fogli nel fascicolo dell'autopsia di Alison, scoprendo però che fra tutti ne manca uno. Poco dopo, nell'obitorio, un inserviente dell'ospedale svuota il cestino della spazzatura non accorgendosi che, dietro di sé, uno dei corpi apparentemente morto è in realtà vivo e vegeto.
- Guest star: Julian Morris (Wren Kim), Tammin Sursok (Jenna Cavanaugh), Tyler Blackburn (Caleb Rivers), Yani Gellman (Agente Garrett Reynolds), Roark Critchlow (Tom Marin), Eric Steinberg (Colonnello Fields), Cody Allen Christian (Mike Montgomery).
- Ascolti USA: telespettatori 2 414 000[8].

## Figurati un po'
- Titolo originale: Picture This
- Diretto da: Patrick Norris
- Scritto da: Jonell Lennon

### Trama
Preoccupate per aver perso uno dei fogli dell'autopsia di Alison, le ragazze tornano all'obitorio dell'ospedale, dove non trovano il foglio ma assistono a una scena che le turba maggiormente: Jenna sta facendo dei test per scoprire se potrà sottoporsi a un intervento per riacquistare la vista. Nonostante la preoccupazione, le ragazze provano ad andare avanti con le loro vite.
Hanna aiuta Caleb a ragionare sul da farsi, dopo aver scoperto che l'uomo che lo seguiva altri non è che un investigatore privato ingaggiato dalla madre biologica per ritrovare il ragazzo. Dopo un'iniziale ritrosia, alla fine Caleb decide di chiamare la donna e, insieme, i due concordano di provare a conoscersi meglio. Per farlo, però, Caleb dovrà trasferirsi momentaneamente in California, dovendo lasciare Hanna che, rimasta sola e triste, decide finalmente di chiamare il padre, tornato nel frattempo nel Maryland dalla sua compagna Isabel.
Aria, continuando a fuggire dalla difficile situazione creatasi in casa, peggiorata dal fatto che ora Mike si è chiuso in se stesso senza parlare più con nessuno, fa degli strani sogni su Jason. Questi sogni continuano a perseguitarla fino a quando, incontrato Jason, il ragazzo la bacia. In quel preciso momento, però, Aria capisce che non può fare del male a Ezra. Mentre si stanno baciando, Jason e Aria vengono spiati da lontano da Jenna e Garrett, impauriti dalla possibilità che Jason possa ricordare la notte della morte di Alison.
Emily, intanto, ha chiarito tutto con Samara e ora le due si sono date una possibilità. La loro storia procede a gonfie vele, fino a quando, durante una festa con le amiche della sua ragazza, Emily viene costretta da A a dare il suo numero di telefono a un'amica di Samara. Scoperta la mossa di Emily, Samara, decisamente arrabbiata, decide di lasciarla. Con la testa tra le nuvole, Emily si propone per aiutare Spencer nella sua impresa: la ragazza ha infatti scoperto che Jason nasconde qualcosa nel suo capanno degli attrezzi. Entrate lì di nascosto, le due Liars scoprono che il capanno è diventato una specie di camera oscura dove Jason sviluppa le sue foto, foto che ritraggono Aria. Impaurite, le due amiche scappano via ma, convinte che Aria debba sapere, poco dopo tornano indietro per prelevare alcune prove, ignare del fatto che, prima di loro, Jason è rientrato nel capanno: una volta dentro, infatti, Emily e Spencer non trovano più niente, se non la torcia precedentemente caduta a una delle due.
Intanto, in un'altra stanza, A sta sviluppando delle foto: sono Emily e Spencer ritratte nel capanno di Jason.
- Guest star: Tammin Sursok (Jenna Cavanaugh), Tyler Blackburn (Caleb Rivers), Drew Van Acker (Jason DiLaurentis), Claire Holt (Samara), Yani Gellman (Agente Garrett Reynolds), Lesley Fera (Veronica Hastings), Cody Allen Christian (Mike Montgomery), Aurora Perrineau (Bianca).
- Ascolti USA: telespettatori 2 541 000[9].

## Il tocco di un A.ngelo
- Titolo originale: Touched by an 'A'-ngel
- Diretto da: Chad Lowe
- Scritto da: Charlie Craig e Maya Goldsmith

### Trama
Dopo l'inaspettato bacio di Jason, Aria rivela a Emily quanto accaduto e l'amica, scossa dalla notizia, si lascia sfuggire la confidenza con Spencer che, ancora più preoccupata, racconta di quanto trovato nel capanno di Jason ad Aria. Terrorizzata, Aria va a parlare con Jason, il quale però confessa alla ragazza che quelle foto furono scattate tempo prima da Alison e che lui le ha semplicemente ritrovate per caso insieme a una scatola, tranquillizzando così Aria. La Liar, però, non può ancora stare tranquilla, perché si sente minacciata dalla presenza di Jackie nella vita di Ezra; questa costante agitazione la porta a rovinare il loro rapporto, raccontando in malo modo al suo ragazzo quanto accaduto con Jason.
Intanto Emily, rimasta sola durante l'orientamento universitario, ha un crollo psicologico dopo aver subito l'ennesima minaccia da parte di A e, in preda al panico, pensa di raccontare tutto alla dottoressa Sullivan. Prima di andare all'incontro con la psicologa, però, Emily usufruisce di un buono per un massaggio datole dalla madre di Hanna ma, durante la seduta, la ragazza ha una brutta sorpresa: senza che lei se ne accorga, A entra nella stanza e le fa il massaggio, per poi mandarle l'ennesimo messaggio minatorio.
Hanna si trova costretta a fare i conti con l’imminente matrimonio di Tom e, accompagnata da Mona, si reca alla prova vestito dove, casualmente, incontra Kate, figlia della futura moglie di suo padre, con la quale, spinta da Mona, passa tutta la giornata in un maneggio, non ottenendo però il risultato voluto. Hanna, infatti, crea una situazione di assoluto disagio facendo delle dichiarazioni malvagie su Kate che, per puro caso, vengono ascoltate da tutti i presenti al maneggio.
Intanto Spencer, aiutata da Toby a imballare alcune cose di Ian, non crede ancora che la questione sia chiusa e, frugando tra gli oggetti personali dell'ormai ex cognato, trova un annuario nel quale scopre che Ian, Jason e Garrett, al liceo, facevano parte dell’"N.A.T." club, un'associazione la cui sigla, in latino, dovrebbe significare "Noi vediamo tutto". Impaurita da quella scoperta, Spencer decide di correre da Ezra per raccontargli tutto e metterlo a conoscenza del pericolo a cui è esposta Aria se continua a frequentare Jason. I due ragazzi vengono visti parlare animatamente da Ella, la quale comincia a sospettare che tra loro possa esserci qualcosa.
Poco dopo, mentre Aria è con Jason per recuperare la scatola di cui lui le aveva precedentemente parlato, Ezra corre da lei per farle una vera e propria dichiarazione d’amore. Felice per la cosa, Aria torna a casa sua, dove però, a causa dei sospetti della madre su una possibile relazione tra Ezra e Spencer, capisce di dover mantenere ancora più segreta la sua storia d’amore.
La giornata è finita e le ragazze si trovano nuovamente riunite a causa dello shock subito da Emily durante il massaggio.
Poco dopo, Hanna deve far fronte alle minacce che Kate incomincia a farle.
Intanto Garrett, spinto da Jenna, si reca a casa di Jason per assicurarsi che il loro patto sia ancora valido.
Nel mentre, nello studio della dottoressa Sullivan, A sta avendo una seduta.
- Guest star: Annabeth Gish (Anne Sullivan), Keegan Allen (Toby Cavanaugh), Drew Van Acker (Jason DiLaurentis), Tammin Sursok (Jenna Marshall), Yani Gellman (Agente Garrett Reynolds), Paloma Guzmán (Jackie Molina), Natalie Hall (Kate), Janel Parrish (Mona Vanderwall).
- Ascolti USA: telespettatori 2 295 000[10].

## Confesso
- Titolo originale: I Must Confess
- Diretto da: Norman Buckley
- Scritto da: Oliver Goldstick

### Trama
Emily, durante la notte, riceve un messaggio da parte di A, che le dice di mandare una foto di Ezra e Aria a Ella; scombussolata da ciò, la ragazza scappa e va a correre nel bosco, spaventando le amiche per via della sua fuga improvvisa. La mattina seguente, Emily si reca dalla dottoressa Sullivan, dove trova riunite tutte le altre Liars: insieme, le quattro ragazze, finalmente, raccontano alla loro psicologa la verità su A.
Toby, mentre sta lavorando, vede Garrett uscire dalla casa di Jason e poi Jenna baciarlo.
A scuola, Hanna riceve la visita della nonna paterna, per via della cena di prova del matrimonio di suo padre e, una volta tornata a casa, riceve anche una chiamata da Tom, che la informa che quella sera, alla cena, dovrà fare un brindisi in onore degli sposi insieme a Kate.
Aria arriva a casa e trova i suoi genitori intenti a litigare per colpa del fratello. Quella sera stessa, in camera di Mike, Ella viene ferita al braccio tentando di togliere il computer al figlio, ma chiede ad Aria di non dire nulla al padre e di fingere che quell’episodio non sia mai accaduto.
Kate, alla cena di prova per il matrimonio, fa ubriacare Hanna, che vomita sul vestito da sposa di Isabel. Dopo che suo padre Tom lo scopre, la caccia dalla cena assieme alla nonna, che aveva cercato di difendere la nipote.
Nel frattempo, la dottoressa Sullivan riceve una telefonata nella quale sente una frase registrata durante la sua precedente seduta con le Liars, ma la polizia le dice che, senza la lista dei nomi dei suoi pazienti, non sarà possibile fare nulla per rintracciare il numero che l’ha chiamata.
Spencer e Toby, dopo aver visto due ombre in casa di Jason, scoprono che la seconda apparteneva al padre della ragazza. Tornata a casa, Spencer scopre che Peter era stato assunto dalla famiglia DiLaurentis per cambiare il testamento della nonna di Alison, poiché quest'ultima aveva fatto estromettere Jason. La ragazza, che ora crede che Jason sia l'assassino di Ali, vorrebbe recarsi dalla polizia per confessare tutto, ma il padre glielo impedisce, poiché potrebbe essere radiato dall'albo degli avvocati per aver modificato il testamento.
La dottoressa Sullivan, analizzando le schede dei suoi pazienti, scopre l'identità di A.
Emily è a cena con Maya, tornata da poco in città, quando riceve un'improvvisa chiamata dalla dottoressa Sullivan, che convoca le quattro ragazze nel suo studio. Le Liars, una volta arrivate all'ufficio, non trovano la donna e ricevono invece un messaggio da parte di A: "La dottoressa Sullivan è fuori gioco". Alla fine, A toglie una ricetrasmittente dallo studio della psicologa.
- Guest star: Annabeth Gish (Anne Sullivan), Keegan Allen (Toby Cavanaugh), Tammin Sursok (Jenna Cavanaugh), Yani Gellman (Agente Garrett Reynolds), Nolan North (Peter Hastings), Brendan Robinson (Lucas Gottesman), Brant Daugherty (Noel Kahn), Roark Critchlow (Tom Marin), Natalie Hall (Kate), Betty Buckley (Regina Marin), Janel Parrish (Mona Vanderwall), Cody Allen Christian (Mike Montgomery).
- Ascolti USA: telespettatori 2 627 000[11].

## Sul mio cadavere
- Titolo originale: Over My Dead Body
- Diretto da: Ron Lagomarsino
- Scritto da: I. Marlene King

### Trama
Hanna, Aria e Spencer sono al commissariato di polizia, mentre il detective Wilden, appena tornato in città, le accusa di omicidio.
12 ore prima: le ragazze si recano a casa della dottoressa Sullivan, ma non la trovano. Successivamente, Maya dice a Emily di non voler ricominciare una storia con lei senza prima essere sicura di piacere ancora alla nuova e più matura Emily, mentre Toby scopre che i fili del freno del furgone regalatogli da Spencer sono stati tranciati. Caleb torna a Rosewood e Jackie rivela a Ezra di amarlo ancora. Aria, mentre sta origliando la loro conversazione, riceve un messaggio con allegata una foto della dottoressa Sullivan che tiene in mano il giornale del giorno, su cui c'è scritto: "È ancora viva. -A".
10 ore prima: le ragazze ricevono una pacco con sopra scritto "apritelo o lei morirà". All'interno, vi trovano un biglietto che dice "avete fino alle 19 per salvarla, queste sono le mie richieste", e in allegato ci sono tre bambole parlanti: una per Aria, che le dice di mandare via Jackie dall'università, con allegato l'articolo da cui lei ha copiato il suo ultimo saggio; una per Hanna, che le dice di rovinare il matrimonio di suo padre; una per Spencer, che le dice di proteggere Toby.
Nel presente: al commissariato di polizia, Garrett informa l'ispettore Wilden che manca la pagina 5 dell'autopsia di Alison, quella contenente le analisi sull’arma del delitto, mentre Aria fa una telefonata.
6 ore prima: Aria si reca da Jackie dicendole di andarsene dalla Hollis, il college in cui insegnano lei, Ezra e il padre di Aria, altrimenti rivelerà a tutti il suo segreto sul saggio copiato.
5 ore prima: Hanna riceve la visita del padre, che le dice di averla perdonata per l’incidente con il vestito di Isabel, mentre Spencer rivela a Toby di avergli mentito, per poi scappare via piangendo; in realtà non è vero nulla, Spencer lo fa solo per allontanare Toby da sé e quindi proteggerlo. Aria riceve la visita di Jackie, che la informa che non lascerà l'università ma, anzi, che sarà Aria a lasciare Ezra, poiché altrimenti Jackie rivelerà dell'esistenza della loro relazione a tutti, rovinando così la carriera dell'uomo. Emily, in macchina da sola, trova la sua bambola, che le dice che la porterà, ascoltando il navigatore, da Anne.
4 ore prima: mentre si trova in chiesa, Hanna riceve un messaggio: "Fra poco le mancherà l'aria. -A".
Emily arriva nel luogo indicatogli da A e qui viene rinchiusa nel capanno di una cascina di campagna.
Durante il matrimonio, Hanna ferma la cerimonia e rivela a Isabel che suo padre è andato a letto con Ashley mentre si trovava in visita a Rosewood, dopodiché riceve un messaggio: "Grover Road, 457. -A".
Nel presente: Toby si reca al commissariato di polizia urlando a Spencer che non gli importa su cosa lei gli abbia mentito e che la ama lo stesso.
3 ore prima: Emily, ancora rinchiusa nel capanno, sviene e ha una visione di Alison, che le dice di sapere con certezza chi sia A, ma di non poterglielo rivelare poiché lei è ancora viva e quindi in pericolo. Una volta risvegliatasi, Emily trova le tre amiche accanto a sé, arrivate a soccorrerla.
Nel presente: anche Emily si unisce alle tre amiche, mentre i genitori di Spencer, entrambi avvocati, arrivano al commissariato.
2 ore prima: le ragazze, alla cascina di campagna, trovano una pala con sopra scritte latitudine e longitudine. Si recano quindi nel posto indicato e ricevono un messaggio che le informa che Anne è ancora viva, ma che dovranno scavare per salvarla. Scavando, le Liars scoprono che non c'è alcun corpo e, poco dopo, vengono raggiunte dalla polizia, che le arresta.
Nel presente: Ezra arriva in commissariato, ma Ella lo manda via dicendogli che, se i genitori di Spencer scoprissero della loro storia segreta, lo distruggerebbero.
Jenna, anche lei presente in commissariato, dice a Garrett che è contenta che il loro piano abbia funzionato e che le dispiace solamente di non poter dire alle quattro Liars che è stata lei a fargli tutto quello. Garrett le consegna allora la pagina 5 dell'autopsia di Ali, chiedendole di bruciarla, così non rimarrà più nulla che li colleghi a quella notte e Jenna ribadisce che Alison si meritava di morire in quel modo. Nel mentre, il detective Wilden informa le ragazze che l'arma del delitto usata per uccidere Ali è proprio la pala che loro quattro stavano usando per scavare.
La dottoressa Sullivan, che evidentemente non era prigioniera né in pericolo di vita, s'incontra in un bar con A, che alla fine le consegna una busta. La dottoressa dice che ha fatto tutto quello che le era stato chiesto, poi infila la busta in borsa e se ne va.
- Guest star: Annabeth Gish (Anne Sullivan), Tammin Sursok (Jenna Marshall), Drew Van Acker (Jason DiLaurentis), Keegan Allen (Toby Cavanaugh), Tyler Blackburn (Caleb Rivers), Roark Critchlow (Tom Marin), Natalie Hall (Kate), Nolan North (Peter Hastings), Lesley Fera (Veronica Hastings), Julian Morris (Wren Kingston), Bryce Johnson (Darren Wilden), Yani Gellman (Garrett Reynolds), Heather Mazur (Isabel Randall), Paloma Guzman (Jackie Molina).
- Ascolti USA: telespettatori 2 979 000[12].

## Il primo segreto
- Titolo originale: The first Secret
- Diretto da: Dana Gonzales
- Scritto da: I. Marlene King

### Trama
È una puntata prequel, ovvero narrata prima della scomparsa di Alison, e un flashback mostra l'Halloween del 2008, in cui le ragazze erano state invitate tutte e cinque alla festa di Noel.
Qualche ora prima della festa, Alison incontrò la nuova arrivata in città, Jenna, al negozio di travestimenti, intimandole di non indossare il costume da Lady Gaga scelto da lei; poco dopo, Alison ricevette un messaggio con scritto: "Ti tengo d'occhio". Melissa, all’epoca, usciva con Ian, mentre quest'ultimo filmava già Alison.
Mona cercava di entrare nel gruppo di Ali, ma veniva ripetutamente ignorata e presa in giro dalla ragazza più popolare di lei.
Aria, insieme a Alison, vide per la prima volta il padre e la sua amante, Meredith, mentre si baciavano di nascosto, appartati in auto. Una volta tornata a casa, il padre disse ad Aria che non avrebbe mai più rivisto Meredith e le chiese di non dirlo alla madre. La ragazza accettò, dicendogli però che non lo avrebbe mai perdonato per quello che aveva fatto.
Ali ricevette a casa sua un pacco contenente una bambolina voodoo e un bigliettino con sopra scritto "ora tocca a me torturarti", che nascose subito dentro la testa di una sua bambola di porcellana, successivamente nascosta dietro una grata presente nel muro della sua camera.
Spencer cercava di vincere le elezioni a rappresentante scolastica del secondo anno, ma Alison, che all’epoca aveva un amico nel comitato studentesco, le fece sapere che avrebbe perso, così Spencer le chiese di aiutarla e Ali riuscì a farla vincere.
Ben, ora ex ragazzo di Emily, disse a tutti, a scuola, di aver fatto sesso con lei, mentre la ragazza affermava che fosse vero, anche se in realtà non l'avevano fatto, confessando la verità solo ad Ali.
La notte della festa a casa di Noel, Aria disse alle sue amiche di non voler partecipare, ma alla fine accettò sotto ricatto di Alison, che minacciava di dire a sua madre, Ella, ciò che aveva visto fare a suo marito e alla sua amante. Alla festa di Noel, infischiandosene dell’avvertimento precedente, Jenna arrivò vestita da Lady Gaga, al che Ali le chiese di unirsi al suo gruppo, ma questa rifiutò e inoltre fece amicizia con Mona.
Durante la festa, le ragazze ricevettero un messaggio d'aiuto da parte di Alison, quindi si recarono al 313 di Mockingbird, una casa abbandonata di Rosewood, dove trovarono Ali terrorizzata. Appena Alison riuscì a uscire dalla stanza al primo piano dentro la quale si era barricata, venne aggredita da un tizio mascherato con in mano un coltello. Le altre quattro ragazze scapparono quindi dalla finestra del primo piano e tornarono di sotto, per poi rientrare in casa e salvare Alison ma, una volta dentro, trovarono la loro amica seduta comodamente su una sedia, che rivelò loro che quello era stato solamente uno scherzo e un test per vedere se poteva contare su di loro. Alla fine, Alison svelò alle sue amiche che il ragazzo che aveva fatto finta di aggredirla era Noel. Le ragazze tornarono quindi alla festa, dove incontrarono proprio Noel, che chiese scusa ad Alison per non averla raggiunta, visto che era rimasto bloccato tutta la sera alla festa. Dopodiché, Alison ricevette un altro messaggio: "Muori dalla voglia di sapere chi sono? Lo scoprirai. -A".
- Guest star: Janel Parrish (Mona Vanderwall), Torrey DeVitto (Melissa Hastings), Keegan Allen (Toby Cavanaugh), Tammin Sursok (Jenna Cavanaugh), Drew Van Acker (Jason DiLaurentis), Brant Daugherty (Noel Kahn), Brendan Robinson (Lucas Gottesman), Ryan Merriman (Ian Thomas), Amanda Schull (Meredith Sorenson), Bryce Johnson (Darren Wilden).
- Ascolti USA: telespettatori 2 470 000[13].

## Pericoli, tranelli e insidie
- Titolo originale: Through Many Dangers, Toils and Snares
- Diretto da: Norman Buckley
- Scritto da: Joseph Dougherty

### Trama
È passato un mese da quando, a causa di A, le Liars sono state accusate della morte della loro psicologa. Grazie all'intervento della madre di Spencer, alle ragazze è stata concessa la possibilità di prestare servizio sociale invece di scontare una pena in carcere. Le cose tra loro, però, sono profondamente cambiate: Emily, infatti, ha troncato i suoi rapporti con Spencer e, di conseguenza, ciò ha avuto una brutta incidenza anche tra lei e le altre due amiche, Hanna e Aria. Ognuna delle ragazze, in più, ha visto incrinarsi i propri rapporti sociali e la propria vita privata.
Aria è stanca di dover stare lontana da Ezra e il ragazzo decide quindi di raccontare tutto ai suoi genitori che, però, la prendono male e lo cacciano via.
Spencer, costretta da A a chiudere con Toby, cerca di allontanarlo il più possibile da sé, ma il ragazzo capisce che c'è qualcosa che non va.
Hanna è felice per il ritorno in città di Caleb ma, allo stesso tempo, è ancora turbata per quanto accaduto al matrimonio del padre, il quale la informa che, ben presto, si trasferirà definitivamente a Rosewood per starle più vicino.
Emily, invece, si trova le porte sbarrate dalla sua squadra di nuoto che, dopo quanto è successo, l'ha estromessa per non far sfigurare la scuola.
È sera tardi ed Emily si reca in un capanno fuori città quando, improvvisamente, compaiono le altre tre ragazze: le quattro, infatti, stanno solo fingendo di non essere più amiche per incastrare A, che è caduta nel loro tranello e che ora vuole incontrarsi con Emily per stringere un accordo. L'indomani, ognuna interpretando il proprio ruolo, sperano di riuscire a portare a termine il loro piano: Em incontrerà A da sola, mentre le altre le copriranno le spalle, pronte a catturare il loro misterioso stalker.
Il momento dell'incontro è finalmente arrivato ed Emily si reca nuovamente al capanno ma, quando la ragazza si trova faccia a faccia con A, fuori a coprirle le spalle non è arrivata ancora nessuna delle sue amiche.
Scoperto il piano di Emily, A si arrabbia e la attacca, ma il repentino intervento di Spencer e Aria riesce a mettere in fuga lo stalker che, mentre sta scappando, viene investito da Hanna, appena arrivata al capanno. Nonostante ciò, A riesce comunque a far perdere le sue tracce.
Tristi, arrabbiate, impaurite e colte da ogni tipo di emozione, le ragazze tornano indietro quando, improvvisamente, un barlume di speranza si fa spazio tra i loro sentimenti: per terra, vicino alla macchina di Hanna, c'è un telefono... il telefono di A. Nello stesso momento, A arriva alla sua auto e si rende conto di aver perso il cellulare.
- Guest star: Keegan Allen (Toby Cavanaugh), Tyler Blackburn (Caleb Rivers), Brendan Robinson (Lucas Gottesman), Yani Gellman (Garrett Reynolds), Cody Allen Christian (Mike Montgomery), Paloma Guzmán (Jackie Molina), Roark Critchlow (Tom Marin).
- Ascolti USA: telespettatori 3 342 000[14].

## Un pezzo scottante di A
- Titolo originale: A Hot Piece of A
- Diretto da: Michael Grossman
- Scritto da: Oliver Goldstick

### Trama
Dopo aver preso il telefono di A e superati i dubbi di Hanna, le ragazze chiamano Caleb per far sbloccare il cellulare ma, proprio nel bel mezzo dell'operazione, A lo blocca nuovamente, permettendo di scaricare solo parzialmente i contenuti che Caleb era riuscito a decriptare, tra cui una strana foto che ritrae alcune bambole.
Aria, intanto, deve fare i conti con i suoi genitori che, sempre più arrabbiati, arrivano a minacciare di denunciare Ezra, portando così il ragazzo a rinunciare ad Aria che, però, non si dà per vinta.
Spencer, al momento un po’ più tranquilla, cerca di riavvicinarsi a Toby e, da lui, scopre che tra Garrett e Jenna è successo qualcosa e che, inoltre, ora c'è una terza persona tra loro.
Hanna, preoccupata per la storia del telefono, chiede a Lucas di aiutarla a organizzare una festa a sorpresa per il compleanno di Caleb, alla casa sul lago di Spencer. Lucas, con non poche remore, alla fine accetta.
Emily, per scontare le sue ultime ore di servizio sociale, viene assegnata al Telefono amico, dove scopre che, la notte dell'aggressione da parte di A, qualcuno ha fatto una strana telefonata. Quello stesso qualcuno, poco dopo, richiama ed Emily e Spencer riconoscono la voce di Lucas. Le due ragazze raccontano tutto a Hanna, che però non ne vuole saper niente e quindi si reca alla casa sul lago per ultimare i preparativi per la festa di Caleb.
Una volta arrivate alla casa sul lago, Spencer scopre che la foto delle bambole trovata sul telefono di A fu scattata proprio in quella casa, quindi cerca di avvertire Hanna sul possibile coinvolgimento di Lucas; nonostante ciò, l’amica, ancora una volta, non ne vuole saper niente.
Intanto Emily, che sta per andare alla festa di Caleb, risponde all'ultima chiamata del Telefono Amico: si tratta nuovamente di Lucas, che stavolta dichiara di doversi sbarazzare per sempre di una persona. Preoccupata per Hanna, Emily corre da lei ma, una volta arrivata, scopre che è troppo tardi: l’amica è uscita in barca con Lucas, per andare a posizionare i fuochi d'artificio sulla riva opposta del lago. Le ragazze tentano allora di chiamarla, ma inutilmente: Hanna non risponde. Nel frattempo la ragazza, preoccupata e impaurita dallo strano atteggiamento di Lucas, finisce per colpirlo con un remo della barca, per poi scappare, ma cade accidentalmente in acqua quando la barca si impiglia in qualcosa. Poco dopo giunge sul posto anche Caleb, mentre Hanna riesce a tornare a riva a nuoto, seguita dalla barca ma non da Lucas.
Intanto, in camera sua, Aria prova nuovamente a chiamare Ezra ma, entrata la madre, la ragazza è costretta a mentirle, dicendole che stava provando a contattare Holden Strauss, un vecchio amico di infanzia che aveva precedentemente incontrato, dopo tanto tempo, in città.
Alla casa sul lago, infine, A raccoglie una scarpa di Lucas che galleggia in acqua.
- Guest star: Janel Parrish (Mona Vanderwall), Tyler Blackburn (Caleb Rivers), Brendan Robinson (Lucas Gottesman), Keegan Allen (Toby Cavanaugh), Yani Gellman (Garrett Reynolds), Brant Daugherty (Noel Kahn), Shane Coffey (Holden Strauss), Bahni Turpin (Consulente Linea Amica).
- Ascolti USA: telespettatori 2 948 000[15].

## Segreti e bugie
- Titolo originale: Let the Water Hold Me Down
- Diretto da: Chris Grismer
- Scritto da: Bryan M. Holdman

### Trama
Convinte che Lucas sia coinvolto nelle trame di A, le ragazze cercano altri indizi.
Spencer trova lo scontrino di un negozio di Philadelphia nella sua casa sul lago e, accompagnata da Aria, si reca in quella città, dove però rimane sola, in quanto l'amica ha un appuntamento con Holden. Spencer cerca degli indizi che l'avvicinino alla verità e, alla fine, arriva in un centro di riabilitazione per non vedenti, dove incontra un ragazzo che le racconta della sua passata amicizia con Jenna. Prima di uscire dal centro, Spencer ruba uno dei registri.
Aria, intanto, si presenta a teatro, all'appuntamento con Holden organizzato da lei stessa, nella speranza di incontrare Ezra, appassionato di opere teatrali. Il professore, infatti, poco dopo arriva a teatro ma, dopo aver visto Aria, se ne va prima della fine dello spettacolo. Prima di salutarsi, Holden confessa all'amica di aver capito cosa stesse succedendo e, invece di arrabbiarsi con lei, propone ad Aria di vedersi nuovamente e di farle da alibi con i suoi genitori.
Emily è preoccupata per lo strano comportamento di Maya che, secondo lei, le sta nascondendo qualcosa. Una volta uscite insieme, Maya, anche lei preoccupata per il suo rapporto con Emily, le confessa di aver avuto una storia, nel periodo di lontananza con lei, al campo riformatorio, ma la cosa che più sconvolge Emily è che Maya, la storia, l'ha avuta con un ragazzo.
Hanna cerca di superare il trauma subito a causa di Lucas, ma A peggiora le cose, continuando con le sue minacce che, oltre a influire su di lei, finiscono per danneggiare anche il suo rapporto con Caleb, il quale, preoccupato per Lucas, vorrebbe il supporto di Hanna per andare a cercarlo. La ragazza, però, essendo troppo spaventata, non si presta ad aiutare Caleb. Rimasta sola in casa ad aspettare un qualsiasi messaggio d’aggiornamento da parte di Caleb, Hanna riceve l'inaspettata visita di Lucas e, dopo il ritorno di Caleb, il ragazzo confessa ai due amici di essere fuggito perché aveva perso tutti i soldi che Caleb gli aveva affidato tempo prima, rincuorando così Hanna, che scopre che Lucas non c’entra niente con le trame di A.
Riunitesi tutte a casa di Spencer, le ragazze controllano il registro rubato dalla ragazza al centro per ciechi, scoprendo così che, la sera della morte di Alison, Jenna non era al centro, poiché uscita insieme a Garrett. Nel mentre, le ragazze si preparano per cenare ma, con orrore, nel loro cibo da asporto trovano della terra con dentro dei vermi: un regalo di A.
A, nel frattempo, allenta delle viti di un ponteggio.
- Guest star: Janel Parrish (Mona Vanderwall), Tyler Blackburn (Caleb Rivers), Brendan Robinson (Lucas Gottesman), Shane Coffey (Holden Strauss), Alexander Nifong (Sam).
- Ascolti USA: telespettatori 2 784 000[16].

## Proteggi chi ami
- Titolo originale: The Blond Leading The Blind
- Diretto da: Arlene Sanford
- Scritto da: Charlie Craig

### Trama
Le quattro Liars si ritrovano a casa di Spencer per visionare il video che Caleb è riuscito a ricostruire tramite i file contenuti sul telefono di A. Le ragazze assistono nuovamente alla scenetta tra Ian e Alison ma, successivamente, vedono una cosa mai vista prima: un video in cui Ian è in camera di Ali, la sera della sua morte, ed è intento a sistemare una telecamera che, poco dopo, riprenderà lui e Garrett, accompagnato lì da Jenna, frugare nella stanza. A un certo punto del filmato, Garrett rimane impressionato da una cosa trovata nella stessa scatola che, tempo prima, Jason aveva dato ad Aria.
Incuriosite e anche impaurite, le ragazze cercano nella scatola dove, all'interno di una bambola, trovano dei messaggi minacciosi destinati a Alison che, tramite un flashback, le ricollegano alla notte di Halloween del 2008, in cui le ragazze, rincasando dopo la festa tenutasi a casa di Noel, si erano accorte che qualcuno aveva totalmente distrutto le decorazioni che si trovavano sul portico di Ali. Quest'ultima aveva trovato, in una zucca di Halloween che si trovava sulla sua veranda, un bigliettino con sopra scritta una minaccia di morte e, dopo averla letta, l'aveva nascosta alle amiche. Quello e tanti altri messaggi destinati a Alison erano ovviamente da parte di A.
A questo punto, Hanna vorrebbe tirar fuori dalla faccenda Caleb, il quale però, preoccupato per lei, non vuole lasciarla sola e quindi si rivolge a Emily e Spencer, per parlare con loro dell'accaduto e ottenere delle risposte.
Intanto Hanna, vedendo Mona soffrire a causa della rottura con Noel, esce con lei; le due si recano in un ristorante, dentro al quale però vedono seduti Noel e Jenna, intenti a cenare insieme.
Aria, appoggiata da Holden che, come lei, nasconde qualcosa, si reca a Philadelphia con la speranza che Ezra ascolti i suoi messaggi e si presenti all'appuntamento. Dopo aver quasi perso le speranze di vederlo ancora, Aria nota in lontananza la sua macchina e alla fine Ezra, sceso per andarle incontro, la bacia. Entrati in macchina, i due ragazzi convengono che la loro è una situazione molto pericolosa e difficile ma Aria, convinta del loro amore, ha un piano per continuare a vedere il giovane professore.
Spencer è molto preoccupata per Toby da quando A le ha mandato un messaggio nel quale le ha mostrato una loro foto mentre si baciano, segno che lo stalker, ora, sa che i due sono tornati insieme. Poco dopo, infatti, Spencer scoprirà che Toby è finito in ospedale a causa di una brutta caduta da un'impalcatura, la stessa che A aveva allentato la sera prima. Preoccupata per l'incolumità del ragazzo, Spencer manda Emily da Toby per dirgli che la loro storia è finita a causa di una terza persona.
L'indomani, tenendo all'oscuro Hanna, Spencer, Aria ed Emily visionano un ulteriore frammento del video recuperato da Caleb che mostra che, proprio grazie a quella ripresa, Ian aveva incastrato Garrett e Jenna per la morte di Ali. Inoltre, proprio in quel momento, nel filmato una quarta persona stava entrando in camera di Alison.
Intanto A, guardando le foto delle quattro ragazze mentre baciano i loro rispettivi partner, prende quella di Toby e Spencer e quella di Aria ed Ezra, le taglia a metà, dividendo i soggetti in ogni rispettiva fotografia, poi brucia le parti che ritraggono Toby ed Ezra.
- Guest star: Janel Parrish (Mona Vanderwall), Tyler Blackburn (Caleb Rivers), Keegan Allen (Toby Cavanaugh), Tammin Sursok (Jenna Marshall), Yani Gellman (Garrett Reynolds), Brant Daugherty (Noel Kahn), Shane Coffey (Holden Strauss), Ryan Merriman (Ian Thomas), Julian Morris (Wren Kingston).
- Ascolti USA: telespettatori 3 165 000[17].

## Un bacio prima di mentire
- Titolo originale: A Kiss Before Lying
- Diretto da: Wendey Stanzler
- Scritto da: Maya Goldsmith

### Trama
Riguardando il video sistemato da Caleb e tenendo all'oscuro Hanna, che pensa di essere stata esclusa dalle amiche, Spencer, Emily e Aria scoprono che, all'interno della scatola trovata da Jason, c'è un documento d’identità che mostra una foto di Alison con indosso una parrucca mora, cosa molto strana, visto che le ragazze hanno sempre visto Ali solamente bionda.
Emily, intanto, continua a vedersi con Maya e decide, al ritorno a casa di sua madre, di invitarla a cena. Pam, felice di passare del tempo con sua figlia, di buon grado accetta anche la presenza di Maya ma, durante la serata, Emily non gradisce molto il comportamento della sua ragazza che, l'indomani, rendendosi conto di quanto fatto, si scusa organizzando una bella sorpresa per Em.
Aria continua a usare la copertura Holden per vedersi con Ezra, tenendo il segreto anche con le amiche, per paura che lo possa scoprire A. Una sera, però, il suo appuntamento salta a causa di un impegno di Ezra, durante il quale il ragazzo scopre che Byron l'ha fatto promuovere per fargli cambiare città. Aria, però, per non far saltare l'appuntamento di Holden, esce comunque con lui, scoprendo poco dopo che, anche per il ragazzo, l'appuntamento era saltato, e finendo così per passare una bella serata insieme a lui. Prima di tornare a casa, Aria nota un grosso livido sul fianco di Holden che, in risposta, le chiede di mantenere il segreto.
A scuola, intanto, Hanna deve fare i conti con l'arrivo di Kate che, però, si mostra subito molto gentile con lei, cosa che turba ancora di più la ragazza. Durante le presentazioni, Spencer pensa di conoscere già da prima Kate e, nonostante la ragazza neghi, continua a scavare nelle sue memorie, fino ad arrivare a ricordare che Kate, durante l'estate del 2006, faceva parte dello stesso gruppo di Melissa a un maneggio estivo e che lì aveva avuto uno spiacevole inconveniente, uno sfogo cutaneo, grazie al quale ora Spencer può tenerla in pugno e proteggere Hanna. Quest’ultima, però, scopre che Spencer e le altre stanno agendo alle sue spalle e ne parla quindi con Caleb, il quale decide di andare a casa di Jenna per affrontarla, trovando però solo Garrett, sotto al portico, che con un’aria minacciosa lo manda via. Da parte sua, Spencer si scusa con Hanna e le spiega la situazione, trovando l'amica disposta a starle accanto. Successivamente, parlando con Spencer, a Hanna torna in mente un momento precedente alla morte di Alison in cui, recatasi dal parrucchiere, aveva incontrato l'amica che indossava una parrucca mora, fingendosi un'altra ragazza, con un diverso nome. Una volta accortasi della presenza di Hanna, Ali le aveva spiegato di fingersi spesso un’altra persona, solo per sfuggire alla noia. Questo potrebbe spiegare il documento falso trovato nella scatola di Alison in cui lei ha i capelli mori. Insieme, inoltre, Hanna e Spencer trovano un biglietto per ritirare un pacco a nome dello pseudonimo di Ali, ovvero Vivian Darkbloom, che ancora è lì ad aspettarla.
A scuola, intanto, Hanna si trova di nuovo nei guai: qualcuno, dal suo cellulare, ha mandato una foto di Kate nuda a tutte le persone della sua rubrica telefonica.
Nel frattempo, A ruba la pistola dalla scrivania del padre di Spencer.
- Guest star: Tyler Blackburn (Caleb Rivers), Brant Daugherty (Noel Kahn), Natalie Hall (Kate Randall), Yani Gellman (Garrett Reynolds), Shane Coffey (Holden Strauss), Nia Peeples (Pam Fields).
- Ascolti USA: telespettatori 2 554 000[18].

## La nuda verità
- Titolo originale: The Naked Truth
- Diretto da: Elodie Keene
- Scritto da: Oliver Goldstick e Francesca Rollins

### Trama
Spencer ha ritirato il pacco corrispondente al biglietto di Vivian Darkbloom, lo pseudonimo che utilizzava Ali quando si divertiva a spacciarsi per un'altra ragazza, indossando una parrucca mora: si tratta di un cappotto rosso nel quale le quattro amiche trovano un biglietto con sopra scritto un numero di telefono, al quale lasciano un messaggio in segreteria.
Dopo la diffusione della foto di Kate nuda, Hanna viene convocata, assieme alla “sorellastra” e alle rispettive madri, dal preside che, per non cacciare la ragazza da scuola, decide di rendere Hanna e Kate compagne nella "Giornata della Verità", che si terrà l'indomani. Nonostante la sua confessione, nessuno, eccetto le sue amiche e Caleb, crede all'innocenza di Hanna e, durante le varie attività svolte alla “Giornata della Verità”, Hanna viene continuamente aggredita e offesa da tutti, Noel in primis. Non sapendo come affrontare la cosa, la ragazza decide di nascondersi sul tetto della scuola dove, poco dopo, verrà raggiunta da Caleb.
Alla “Giornata della Verità”, Emily finisce nel gruppo guidato da Ashley e, dopo aver espresso il proprio disappunto riguardo alla sicurezza e alla trasparenza nella scuola, viene chiamata in disparte dal preside, che aveva visto e sentito il suo sfogo, quindi ha con lui un duro scontro verbale. Dopo essere uscita dall'ufficio del preside, Emily incontra Mona e si scusa con lei per averla spesso trattata male e presa in giro assieme alle altre ragazze, quando Alison era ancora in vita. In risposta, Mona, che aveva anche lei assistito allo scontro tra Em e il preside, le dice di essere d'accordo con lei riguardo alla mancanza di trasparenza nella scuola. Più tardi, le due ragazze scopriranno che il preside, tempo prima, aveva accettato di reinserire un alunno nella squadra di basket della scuola, nonostante il suo comportamento scorretto, in cambio di una sedia da studio nuova e costosa. A seguito di ciò, Mona incita Emily a utilizzare questa scoperta per ricattare il preside in cambio di essere riammessa nella squadra di nuoto della scuola.
Aria, nel gruppo con Caleb e Jenna, scopre di essere guidata da Veronica e da Jason, tornato in città per parlare con il padre di Spencer. Durante la loro prima attività riguardante la verità, Aria assiste a un testa a testa tra Caleb e Jenna che la spaventa molto, soprattutto dopo aver visto la nuova alleanza creatasi tra la ragazza cieca e Noel.
Spencer è molto turbata per il ritorno di Jason e per la sua insistenza nel voler incontrare suo padre Peter. Ascoltando successivamente una conversazione tra il ragazzo e sua madre Veronica, Spencer ha un flashback in cui lei e Ali si trovavano assieme, mentre i genitori di Spencer litigavano a causa di un bacio avvenuto tra Melissa e Jason, ricordando che, a essere particolarmente turbato, era suo padre. A quel punto, Alison fece indirettamente capire a Spencer che Jason è in realtà figlio di Peter.
A scuola, Hanna, insieme ad Aria ed Emily, nota che Kate ha una voglia sulla pancia che nella foto sospetta però non c'è. La ragazza scopre così che la foto è stata scattata e successivamente modificata da Kate stessa, che l'ha poi inviata a tutti gli alunni della scuola per mettere in cattiva luce Hanna. A quel punto, aiutata dalle amiche, Hanna riesce a smascherare la “sorellastra” e a ripulire la sua immagine. Scoperto ciò, mentre Hanna corre dalla madre, Aria si mette a cercare Caleb per informarlo degli ultimi avvenimenti ma, nel farlo, viene aggredita da Noel e solo grazie all'intervento di Holden riesce a sfuggirgli.
La giornata è terminata e, mentre stanno dormendo nei loro sacchi a pelo, le ragazze ricevono una strana chiamata: è un ragazzo che, conoscendo Vivian, chiede alle quattro Liars di incontrarsi per rispondere alle loro domande.
Intanto, A, ruba il computer su cui stava lavorando Caleb dallo zainetto dello stesso.
- Guest star: Janel Parrish (Mona Vanderwall), Tyler Blackburn (Caleb Rivers), Tammin Sursok (Jenna Marshall), Brant Daugherty (Noel Kahn), Natalie Hall (Kate Randall), Shane Coffey (Holden Strauss), Drew Van Acker (Jason DiLaurentis), Lesley Fera (Veronica Hastings), Heather Mazur (Isabel Randall).
- Ascolti USA: telespettatori 2 250 000[19].

## CTRL:A
- Titolo originale: CTRL:A
- Diretto da: Ron Lagomarsino
- Scritto da: Joseph Dougherty e Lijah J. Barasz

### Trama
La scuola si prepara ad accogliere Emily e la squadra di nuoto vincenti dopo una gara ma, durante i festeggiamenti, arriva Garrett con un altro poliziotto a sequestrare il portatile di Caleb: alle ragazze arriva poi un messaggio da parte di A, che le informa che ora è il turno di Caleb. Preoccupata per il suo ragazzo, Hanna prova a convincerlo a hackerare il suo stesso computer per cancellare i documenti su A in esso contenuti, ma scopre che gli agenti di polizia lo tengono offline, in centrale, impedendo così a Caleb di potersi connettere da casa.
Aria riesce a parlare con Holden, il quale le confessa di praticare arti marziali di nascosto dai genitori; così, vista la sincerità del ragazzo, i due pianificano un altro appuntamento, durante il quale Aria potrà finalmente rivedere Ezra per parlargli del suo eventuale trasferimento e Holden potrà partecipare a una gara importante.
Spencer, non volendo parlare con il padre, cerca delle risposte da Jason, il quale le confessa di aver trovato un'altra scatola di Alison, contenente questa volta delle lettere e dei soldi che, a quanto dice il ragazzo, le mandava proprio Peter, per evitare di far venire a galla la verità sulla paternità di Jason.
Durante i preparativi per la festa per la squadra di nuoto, che si terrà a casa di Hanna, Emily riceve la visita di Maya che, in quanto i genitori le hanno trovato nuovamente dell’erba in camera, a detta sua però vecchia, ha paura di dover tornare al centro riformatorio.
Le Liars, intanto, incontrano l'uomo contattato tramite l'impermeabile rosso di Alison che, parlando con Aria, la informa che Vivian gli deve molti soldi a causa di una ricerca fatta su un numero di telefono che infastidiva una sua amica, una certa Alison. L'uomo si lamenta del fatto che, dopo aver ottenuto le informazioni volute, Vivian non lo ha mai pagato. Così dicendo, se ne va lasciando ad Aria un numero di telefono e il suo nome, Jonah, informando la ragazza che, se vorrà avere altre informazioni, gli dovrà dare duemila dollari.
La festa per la squadra di nuoto ha inizio, ma Hanna viene convocata in commissariato da Wilden e Garrett, i quali, tra i vari documenti analizzati, hanno trovato una foto della sicurezza dell'ospedale che ritrae Hanna, Spencer ed Emily vestite da infermiere, davanti all'obitorio, il giorno stesso in cui è sparito un foglio dal fascicolo dell'autopsia di Alison. Dopo essersi inventata una bugia con i due agenti, Hanna torna a casa e informa le amiche dell’accaduto.
Spencer decide di tornare a casa sua per parlare con suo padre e per poter rimediare qualche risposta riguardo alle lettere e ai soldi posseduti da Ali. Una volta avute le informazioni che voleva, Spencer incontra nuovamente Jason, il quale, però, non crede all'innocenza del signor Hastings e si arrabbia con lei.
Emily cerca di parlare con Maya, apparentemente molto triste, ma trova la ragazza intenta a fumarsi uno spinello, capendo così che le ha mentito su tutto e che si droga ancora. In risposta, Maya le dice che lei non può capire e che vorrebbe scappare a San Francisco, non trovando però una complice in Emily.
Aria, intanto, si prepara per il suo appuntamento con Ezra, ignara del fatto che A abbia contattato Byron per dirgli dove andrà la figlia quella sera. Prima di uscire, Ella, parlando con la figlia, la informa riguardo alla malattia cardiaca di Holden. Aria, allora, dopo aver parlato con l'amico, decide di seguirlo e di assistere alla sua gara di arti marziali. Così facendo, evita di incontrare suo padre al ristorante, intravisto però da Ezra, che era appena arrivato sul posto.
Caleb viene convocato ancora una volta in commissariato per accedere al suo PC e, prima di farlo, chiama Hanna per farsi aiutare. La ragazza, in preda al panico, cerca aiuto in Spencer e, mentre Caleb sblocca il suo computer, permettendo a Wilden e a Garrett di cercare le prove per incriminarlo, le ragazze riescono, da casa, a entrare nel pc e, proprio sotto agli occhi dei due poliziotti, che erano finalmente riusciti a trovare la cartella esatta, cancellano tutti i file incriminanti recuperati dal telefono di A, salvando così Caleb.
Tornata a casa sua, Spencer riceve l'inaspettata visita di Jason, che si scusa con lei per il suo precedente comportamento. Dopo un'intensa chiacchierata, Spencer gli chiede di fidarsi di lei, perché ormai è vicina alla verità, ma che ha bisogno di duemila dollari per scoprirla.
Emily, nel frattempo, è rimasta a casa di Hanna per chiamare Maya, dopo che quest’ultima se ne è andata, ignara però del fatto che A la sta osservando.
- Guest star: Bryce Johnson (Darren Wilden), Tyler Blackburn (Caleb Rivers), Drew Van Acker (Jason DiLaurentis), Shane Coffey (Holden Strauss), Nolan North (Peter Hastings), Yani Gellman (Garrett Reynolds).
- Ascolti USA: telespettatori 2 106 000[20].

## Decifra il codice
- Titolo originale: Breaking the Code
- Diretto da: Roger Kumble
- Scritto da: Jonell Lennon

### Trama
Dopo averne parlato con Hanna ed Emily, Aria e Spencer si recano all'appuntamento con Jonah, per pagarlo in cambio di scoprire l'identità di A. Lo scambio avviene, ma l'uomo dà loro un indirizzo e non un nome; inoltre, tutto accade sotto gli occhi di Garrett che, da lontano, stava spiando le due Liars. Spencer, intanto, racconta a Melissa ciò che ha scoperto riguardo Jason, ovvero che il ragazzo è in realtà il loro fratellastro.
A scuola, Hanna scopre che anche Mona sta ricevendo dei messaggi anonimi da A e, preoccupata per l'amica, racconta tutto a Emily, Aria e Spencer, che la convincono a non raccontare troppe cose a Mona per la sua incolumità.
Intanto, a casa sua, Hanna deve ancora fare i conti con Wilden, che non crede nell'innocenza delle ragazze circa la misteriosa scomparsa di alcuni file dal PC di Caleb.
Emily, triste per la fuga di Maya, accetta l'invito di Paige e va con lei in giro per la città, a cercare delle donazioni per la scuola ma, solo dopo, capisce che l'amica ha frainteso il suo comportamento.
Le quattro Liars si ritrovano a casa di Spencer e insieme osservano l'ultimo spezzone di video che Caleb è riuscito a recuperare. Continuando da dove avevano lasciato, le ragazze scoprono chi era la quarta persona che entrò nella stanza di Ali quella fatidica notte: Melissa. Sconvolte da quella rivelazione, le ragazze vorrebbero correre dalla polizia, ma Spencer, fidandosi della sorella maggiore, chiede loro di aspettare e di poter parlare con lei. Così, Spencer si reca all'appuntamento organizzato con Melissa, dove però la sorella non si presenta, preferendo andare via con Garrett. Rimasta sola, Spencer accetta molto volentieri la compagnia di Wren che, una volta a casa, non cede alle avances della ragazza, in quanto troppo ubriaca. L'indomani, Spencer apprezzerà molto il comportamento di Wren e i due finiranno per baciarsi nuovamente.
Intanto, Emily, Aria e Hanna si recano all'indirizzo dato loro da Jonah, dove scoprono una casa abbandonata in cui vive un vecchio che le spaventa per farle andare via. Aria, nella fuga, riesce a prendere una lettera dalla cassetta della posta. Una volta a casa, le ragazze scoprono che quell'edificio è il vecchio "FWL Law Firm", uno studio legale ormai chiuso da mesi in cui Melissa, tempo addietro, fece un tirocinio. Può essere, dunque, che fosse proprio Melissa, tempo prima, a minacciare Ali tramite messaggio, a causa della relazione clandestina tra la DiLaurentis e Ian.
Ashley trova, tra alcuni fogli di scuola di Hanna, un vecchio documento della sua accusa di taccheggio e, arrabbiata, si reca da Wilden, il quale però nega ogni responsabilità, instillando così nuovi dubbi nella signora Marin. In realtà, il documento era stato mandato a Hanna da A.
Aria riesce a vedersi con Ezra, ma l'uomo confessa alla ragazza di voler accettare il posto a Boston offertogli da Byron, perché così la loro storia non può più andare avanti. Aria, più tardi, decide di andarsene di casa per scappare da Ezra dove, con sorpresa, riceve la visita di Ella, ora disposta ad ascoltare la giovane coppia.
Mona ha deciso di non assecondare il gioco di A, pagandone così le conseguenze, ma trovando Hanna disposta ad aiutarla e scoprendo delle nuove amiche in Spencer, Emily e Aria. 
Spencer, delusa dal comportamento di Melissa, decide di seguirla, quando la sorella, con molta insistenza, le dice che presto le racconterà tutto quello che sa circa la storia della morte di Alison. Nella fretta di uscire di casa, Spencer dimentica il suo cellulare.
Emily riceve la visita di un poliziotto che le deve parlare di Maya.
Intanto, A si trova a un poligono di tiro dove, sparando, colpisce con tutti e cinque i colpi il centro del bersaglio.
- Guest star: Lindsey Shaw (Paige McCullers), Janel Parrish (Mona Vanderwall), Torrey DeVitto (Melissa Hastings), Yani Gellman (Garrett Reynolds), Jim Titus (Barry Maple), Bryce Johnson (Darren Wilden), Julian Morris (Wren Kingston).
- Ascolti USA: telespettatori 2 539 000[21].

## Papà ha sempre ragione
- Titolo originale: Father Knows Best
- Diretto da: Chad Lowe
- Scritto da: Charlie Craig e Bryan M. Holdman

### Trama
È la sera del ballo Padre-Figlia e le ragazze si preparano all'evento tutte in maniera differente.
Spencer, dopo aver parlato con Melissa, la quale le ha confessato di essersi fidata troppo di Garrett, non riesce a riallacciare i suoi rapporti col padre, nonostante i vari regali ricevuti dall’uomo, quindi decide di frugare nel suo studio, in cui trova un assegno dello stesso importo di quello trovato precedentemente da Jason nella scatola di Ali.
Aria, delusa dalla madre che vuole mantenere ancora segreta la sua relazione con Ezra, cerca di andare d'accordo con il padre, ma il rancore per tutto quello che è successo tra di loro non glielo permette e la ragazza finisce così per ferire ripetutamente Byron; in compenso, Aria trova un amico in suo fratello Mike.
Hanna, dato che il padre non potrà essere presente alla serata, accetta di partecipare al ballo con sua madre ma, quando scopre che la donna ha parlato con Wilden riguardo al rapporto di taccheggio trovato tra le sue cose di scuola, decide di non rivolgerle più la parola e rompe il proprio telefono piuttosto che consegnarglielo.
Emily, dopo aver parlato con il poliziotto, ora è molto preoccupata per Maya e viene quindi accompagnata da suo padre in giro per le varie stazioni degli autobus, in cerca di notizie sulla sua ragazza. In una di queste stazioni, Em scopre che Maya aveva comprato un biglietto per San Francisco ma che, molto probabilmente, non è mai partita, essendo andata via in macchina con qualcuno.
Il momento del ballo è finalmente arrivato ed Emily, dopo aver scoperto che suo padre partirà a breve per una nuova missione militare, raggiunge Hanna, Aria e Spencer. Grazie all’ingegno di Mona, le ragazze riescono a trovare un escamotage al problema di Hanna: Aria si prende la colpa per il rapporto di taccheggio trovato da Ashley, dicendo alla donna di averlo scritto lei stessa e poi mandato all'amica per farla ragionare, dopo che quest'ultima ha ricominciato a rubare.
Spencer, uscita di corsa dal ballo, pensa di vedere, in lontananza, Toby in moto. Tornata a casa insieme al padre, al quale ha confessato di aver rovistato tra le sue cose, i due scoprono che qualcuno è entrato nella residenza degli Hastings e ha rubato la pistola dell'uomo. Dopo aver sporto denuncia, Spencer chiede ulteriori spiegazioni a Peter riguardo alle foto di Alison trovate tra i suoi documenti e, messo alle strette dalla figlia, l'uomo racconta di aver speso quei 15.000$ per assumere un investigatore privato che cercasse informazioni su Ali, ma non per proteggere Jason, bensì Melissa. Dopo la scioccante rivelazione, Spencer incontra la sorella che, oltre a far nascere altri dubbi in lei, le confessa di dover lasciare Rosewood.
A casa Montgomery, intanto, Byron parla con Mike, il quale, riferendosi alla storia di Aria ed Ezra, riesce a far capire al padre che ha sbagliato i modi con la figlia.
L'indomani, mentre Ella e Ashley, ignare di essere spiate, si incontrano per parlare della bugia raccontata da Aria e per decidere cosa fare al riguardo, Aria riceve una chiamata da Jonah. Raggiunto il luogo indicatole dall'uomo insieme a Hanna, Emily e Spencer, Aria dice alle amiche che Jonah ha scoperto che Ali riceveva messaggi anche da un altro numero di telefono, situato proprio in quel quartiere. Spaventate, le quattro Liars si guardando attorno e trovano un negozio di bambole molto simili a quelle che A inviò loro tempo prima. Infreddolita, Aria prende la giacca di Alison/Vivian dal baule della macchina di Spencer e, una volta indossata, sente un ragazzo alle sue spalle chiamarla proprio "Vivian".
Intanto, in città, A sta guardando il giornale che, in prima pagina, riporta la scomparsa di Maya.
- Guest star: Janel Parrish (Mona Vanderwall), Torrey DeVitto (Melissa Hastings), Nolan North (Peter Hastings), Cody Allen Christian (Mike Montgomery), Eric Steinberg (Wayne Fields).
- Ascolti USA: telespettatori 2 486 000[22].

## Negli occhi di chi guarda
- Titolo originale: Eye of the Beholder
- Diretto da: Melanie Mayron
- Scritto da: Joseph Dougherty

### Trama
Le quattro amiche sono sedute al bar a discutere di quanto successo con Duncan, il ragazzo che ha chiamato Aria "Vivian”. All’improvviso, con loro gran sorpresa, si ripresenta in città Jenna, con al seguito Toby: la ragazza pare abbia fatto il famoso intervento a uno degli occhi.
Per aiutare Spencer, Hanna parla con Toby, il quale, però, non vuole sentir ragioni riguardo alla sua storia ormai chiusa con la ragazza.
Per i corridoi della scuola, Spencer ed Emily incontrano Jason, il quale, dopo le lezioni, porta loro una borsa con dentro delle cose di Alison, tra le quali, però, le ragazze sembrano non trovare nulla di significativo. Deluse, le due amiche riconsegnano la borsa al fratello di Ali.
Aria, intanto, incontra nuovamente Duncan, il quale, dopo aver appreso della morte di Vivian/Alison, decide di parlare con la ragazza nel posto in cui era solito andare proprio con Ali. Aria, fidandosi di Duncan, si reca all'appuntamento e, con sorpresa, scopre che Alison e quel ragazzo volavano spesso su un piccolo aereo, grazie alla licenza di volo in possesso di Duncan. Durante il volo, Aria scopre verità su Ali in contrasto con parte della storia conosciuta invece da lei.
Ella torna a parlare con Ezra per informarlo che, nonostante la loro precedente chiacchierata, lei non è d'accordo e mai lo sarà riguardo alla storia con sua figlia, ma che le interessa solamente il bene di Aria. Prima di andarsene, Ella domanda a Ezra se sappia di qualcuno che minacci o voglia far del male a sua figlia ma, in risposta, il ragazzo nega di essere a conoscenza di qualcosa di simile. Poco dopo, Ezra riceve anche la visita di Byron, al quale comunica di non voler accettare la proposta di lavoro a Boston e, dopo averlo affrontato duramente, chiama subito Aria per dirle che l'ama.
A casa Montgomery, intanto, Ella e Byron hanno un’accesa discussione riguardo ai diversi metodi d'approccio alla situazione amorosa della figlia.
Nel mentre, a casa di Spencer, le ragazze scoprono che, nella borsa portata loro da Jason, c'erano indizi nascosti e, rendendosi conto della cosa, Spencer manda subito Hanna a riprenderla a casa di Jason. La Marin corre quindi a casa del ragazzo ma, una volta arrivata sul portico per prendere la borsa, sente un rumore provenire dall'interno dell’abitazione e, avvicinandosi, vede Jenna in fin di vita. Immediatamente, Hanna accorre a salvarla e, grazie anche all'aiuto di Spencer, le due riescono a tirarla fuori un istante prima dell'esplosione della casa. Corse in ospedale, Jenna si riprende e, accanto a sé, trova Toby, al quale racconta di non ricordare niente dell’accaduto, se non di aver ricevuto un messaggio da parte di Jason che la invitava a recarsi da lui.
Spencer, nel frattempo, si fa controllare, in un'altra stanza dell’ospedale, da Wren, il quale, dopo averle domandato se si pente di quello che c'è stato tra loro, riceve la risposta tanto voluta: Spencer non cambierebbe nulla del suo passato. Intanto, in sala d'attesa, Aria, parlando con Jason, scopre che il ragazzo, al momento dell’incidente, era fuori città e che quindi non è stato lui a inviare il messaggio a Jenna.
Con sorpresa, le quattro ragazze vengono chiamate in stanza da Jenna, la quale, dopo aver ringraziato a suo modo Hanna, le informa di non incolparle per l’incidente avvenutole.
Emily, dopo aver ricevuto un’e-mail di rassicurazione da parte di Maya, nonostante la ragazza non volesse, decide di informare i coniugi St.Germain, per tranquillizzarli sullo stato di salute della loro figlia.
Prima di andare via dall'ospedale, Spencer vede sua madre e Jason provare ad avvicinarsi.
Tornate a casa, le ragazze cominciano a ricontrollare gli indizi nella borsa di Alison e, dopo aver trovato una cartolina strappata a metà e dopo aver collegato anche le nuove informazioni ricevute da Duncan, scoprono che, con molta probabilità, la mattina del giorno della sua scomparsa Alison era già a Rosewood, quindi non è vero che la ragazza tornò in città nel pomeriggio, dopo essere stata da sua nonna, come invece loro avevano sempre saputo.
Intanto, A, tornato sul luogo dell'incendio della casa di Jason, lascia sul posto un distintivo della polizia di Rosewood.
- Guest star: Janel Parrish (Mona Vanderwall), Tammin Sursok (Jenna Marshall), Keegan Allen (Toby Cavanaugh), Drew Van Acker (Jason DiLaurentis), Lesley Fera (Veronica Hastings), Lachlan Buchanan (Duncan Albert), Julian Morris (Wren Kim).
- Ascolti USA: telespettatori 2 577 000[23].

## Se queste bambole potessero parlare
- Titolo originale: If These Dolls Could Talk
- Diretto da: Ron Lagomarsino
- Scritto da: Oliver Goldstick e Maya Goldsmith

### Trama
Spencer si è addormentata sul divano di casa sua quando, svegliata da alcuni rumori, vede Alison intenta a frugare nella sua borsa e, dopo aver parlato con lei, sente altri rumori, quindi nasconde la borsa e torna a dormire. L'indomani, svegliata da Melissa, la ragazza trova la porta di casa aperta. Prima di andare a scuola, Spencer racconta l'accaduto a Emily, che le confessa di aver visto anche lei Ali, sempre in sogno, tempo prima.
Sedute in mensa, grazie ai giornali trovati nella borsa di Alison, le Liars capiscono che il punto chiave di tutta quell'assurda situazione è il negozio di bambole precedentemente scoperto, dove decidono di tornare. Nel frattempo, al loro tavolo si avvicina Jenna che, dopo aver scoperto che l'operazione all’occhio non ha avuto buon esito, vuole scusarsi con le ragazze per l'odio da sempre covato nei loro confronti.
Hanna, intanto, deve fare i conti con i sospetti di sua madre e, inoltre, scopre che Mona ha ricevuto un altro messaggio minatoria da parte di A, nel quale le viene chiesto di far lasciare proprio l'amica e Caleb.
Aria scopre che Ella e Byron stanno pensando di mandarla in un college fuori città per allontanarla da Ezra e, su tutte le furie, minaccia la madre di raccontare al rettore dell’università dove insegna suo padre dei suoi trascorsi con una studentessa, cosa che spaventa molto i genitori, ma che non impedisce il licenziamento di Ezra. Il ragazzo, ora senza lavoro, pensa seriamente di essere costretto a lasciare la città di Rosewood.
Le Liars, intanto, si recano nuovamente al negozio di bambole, dove incontrano Martha, l'anziana proprietaria, che le invita dentro ma che non riesce a essere loro d'aiuto. In compenso, il nipote della signora, Seth, un bambino forse autistico, riconosce Alison e rivela alle ragazze dei dettagli molto inquietanti sulla sua morte.
Tornate a casa, le Liars vorrebbero andare alla polizia, sospettando ora ancor di più di Melissa, ma Spencer, dopo aver confessato alle amiche la verità su lei e Jason, decide di mostrare il famoso video recuperato da Caleb a sua sorella, per cercare di capire meglio. La cosa, però, non va come sperato e Melissa minaccia ancora una volta Spencer che, d'accordo con le amiche, decide infine di mettere alla prova sua sorella, per scoprire se realmente sia lei A. Il piano ideato dalle ragazze ha inizio e, purtroppo, sembra proprio che Melissa sia il loro nemico.
Ancora non convinte di andare alla polizia, mentre Aria si vede con Ezra, Emily, Spencer e Hanna tornano al negozio di bambole dove, però, non trovano né Martha né Seth. Riuscendo a entrare ugualmente nel negozio e seguendo la voce di una bambola, le ragazze trovano, in un armadio, una riproduzione della morte di Alison e, in quel momento, tutto il negozio crolla loro addosso. Spaventate, le Liars corrono a casa di Spencer per preparare la borsa piena di prove da consegnare alla polizia.
A casa sua, intanto, Jenna consegna a Toby un foglio che, tempo prima, Garrett le aveva detto di bruciare. Toby, leggendo il suo contenuto, scopre che si tratta del foglio mancante al rapporto dell'autopsia di Ali e Jenna, apparentemente sconvolta, dice al fratellastro di consegnarlo subito alla polizia.
Mentre Spencer è in camera sua con le amiche, intente a preparare la borsa da consegnare alla polizia, al piano di sotto rientrano Melissa e Garrett che, dopo essersi baciati perché convinti di essere soli, vengono interrotti dall'arrivo della polizia: gli agenti arrestano Garrett per l'omicidio di Alison. L’attimo dopo, Melissa si volta e, in quel preciso momento, nota che sulle scale ci sono sua sorella, Hanna ed Emily che stanno osservando l’arresto di Garrett.
A casa sua, nel frattempo, Jenna si trova davanti allo specchio quando, impugnando un giornale, uccide una mosca: la ragazza ha mentito, infatti l'operazione è riuscita e ora lei riesce nuovamente a vedere da un occhio.
Nel mentre, al negozio di bambole, Martha sta risistemando tutto il caos creato dalle Liars, lamentandosi con A perché quelli non erano gli accordi che avevano preso ma, per tutta risposta, A le consegna una busta con dentro molti soldi e, per far tacere Seth, gli dona un lecca lecca.
- Guest star: Janel Parrish (Mona Vanderwall), Torrey DeVitto (Melissa Hastings), Tammin Sursok (Jenna Marshall), Tyler Blackburn (Caleb Rivers), Keegan Allen (Toby Cavanaugh), Yani Gellman (Garrett Reynolds).
- Ascolti USA: telespettatori 2 470 000[24].

## Senza mascher-A
- Titolo originale: unmAsked
- Diretto da: Lesli Linka Glatter
- Scritto da: I. Marlene King

### Trama
Dopo l'arresto di Garrett, le ragazze sono consapevoli di non essere ancora al sicuro, cosa che, subito dopo, viene confermata da uno strano discorso di Melissa, che sembra identificarla come A. Rimaste sole, le quattro Liars ricevono gli inviti per l’annuale festa in maschera, con allegato anche un invito da parte di A, nel quale dice loro di vedersi lì a mezzanotte.
Finita la scuola, le ragazze si ritrovano nell'ormai ex appartamento di Ezra, in quanto Aria ha tenuto la sua copia delle chiavi, per cercare altre prove nella borsa di Alison: questa volta, le Liars riescono a risalire all'hotel dove la ragazza soggiornò prima di essere uccisa. Insieme, le quattro amiche si recano in questo hotel sperduto nei boschi, il Lost Woods Resort, dove, prendendo la stanza numero 1, nella quale aveva alloggiato anche Alison, sperano di trovare qualcosa. Mentre Aria e Spencer decidono di prendere i registri dell'hotel, Emily esce dalla stanza per cercare campo per il telefono e richiamare Maya, che l'aveva precedentemente contattata. Hanna, invece, dopo essere caduta in una pozza di fango, decide di farsi una doccia, non accorgendosi che A è nel bagno proprio dietro di lei; solo lo squillare del telefono fa allontanare lo stalker. Riunitesi per cercare di capire cosa Alison avesse scoperto in quell’hotel, le ragazze ignorano il fatto che, dalla stanza accanto, A le stia spiando.
Una volta tornate a casa, Spencer incontra Toby, il quale, ancora una volta, non vuole avere niente a che fare con lei. Mandata via la ragazza, Toby risponde a una chiamata sul proprio telefono: è la dottoressa Sullivan.
Jenna, intanto, tornata a vedere, si incontra con qualcuno di misterioso, per poi consegnargli un pacchetto e confermare la presenza delle Liars alla festa in maschera.
Giunge il momento della festa e, senza accompagnatori, le ragazze si presentano tutte insieme, pronte a tener testa e a smascherare definitivamente A. Durante il party, Hanna viene colta alla sprovvista da Caleb che, aiutato da Mona, è riuscito a sorprendere la sua ragazza e a tornare in tempo per la festa. Aria riceve uno strano messaggio e, non accorgendosi di essere seguita da Jenna, si reca nel posto indicatole dove, con gran sorpresa, incontra Ezra, incapace di starle lontano. Per la prima volta, i due ballano e si mostrano insieme in pubblico. Emily, invece, incontra Paige: le due hanno un'intensa chiacchierata, durante la quale la ragazza confessa i suoi sentimenti a Emily, che però, per il momento, da lei vuole solo un'amicizia. Spencer parla con Mona, la quale le racconta di come, poco prima che Alison sparisse, la incontrò in un negozietto a Brookehaven dove, indossando una parrucca mora, Ali stava spiando qualcuno. Ascoltando le parole della ragazza, Spencer capisce che in quella circostanza era Alison a spiare A e non viceversa e, colpita da questa notizia e accompagnata da Mona stessa, torna al Lost Woods Resort, dove ha capito che la stanza numero 2 è stata affittata da qualcuno.
Arrivate sul posto, Spencer e Mona entrano nella stanza numero 2 dove, con gran stupore, trovano un vero e proprio covo: A alloggia veramente lì. Nella stanza ci sono foto di Alison, ritagli di giornali, bambole, foto di Spencer, Aria, Emily e Hanna, i vecchi diari di Ali, ecc. Frugando tra questi diari, Spencer trova la carta di una gomma precedentemente offertale da Mona e, guardandosi attorno, trova anche delle buste contenenti dei maglioncini di cashmere che, poco tempo prima, aveva visto acquistare proprio dalla Vanderwaal. Tutto ciò le fa capire la verità: Mona è A, è il loro misterioso stalker. Voltandosi, infatti, Spencer trova la ragazza vestita completamente di nero e, dopo essere stata colpita alla testa, la Hastings perde i sensi.
Quando si risveglia, Spencer scopre di trovarsi in macchina con Mona che, nonostante sia concentrata, sta guidando molto velocemente. La ragazza, spaventata, riesce a chiamare le altre tre Liars che, nel frattempo, stanno seguendo una tizia vestita da Cigno Nero appena arrivata al ballo in maschera e mai vista prima: con sorpresa, la ragazza si ferma a parlare con Lucas e Jenna. Aria, rispondendo al telefono in vivavoce, segue attentamente la conversazione in macchina tra Spencer e Mona, così da capire, insieme alle amiche, che è lei a essere A. Tutte, specialmente Hanna, rimangono sconvolte dalla notizia e, seguendo le indicazioni di Spencer, riescono a raggiungerla e a evitare il peggio. Mona, infatti, sia a causa dei numerosi torti subiti un tempo da Alison, sia per vendetta nei confronti delle ragazze per averle portato via Hanna, è diventata il loro stalker e ora vuole uccidere Spencer, ma viene fermata in tempo dall'arrivo di Emily, Aria e Hanna. Durante una breve lotta, Spencer spinge Mona, facendola cadere giù da un piccolo dirupo.
Una volta arrivata sul posto la polizia, tutto sembra essersi finalmente concluso: le ragazze si riuniscono in preda al panico e, con sorpresa, vedono arrivare sul posto la dottoressa Sullivan, la quale confessa loro di essere fuggita perché Mona la ricattava, dicendole che, se avesse parlato, avrebbe fatto del male a suo figlio. Arrestata, Mona è consapevole di essere osservata dagli agenti, ma pensa che tutto stia andando secondo i piani. Una volta uscite dal commissariato, ad aspettare le ragazze c'è Toby che, finalmente, può tornare con Spencer dopo aver finto di non amarla più per proteggerla da A. Le quattro amiche si dirigono infine verso la casa di Emily ma, una volta arrivate a destinazione, trovano sul posto la polizia e delle ambulanze. Correndo in lacrime verso la figlia, Pam informa Emily che hanno appena ritrovato un corpo nel loro giardino: si tratta di Maya.
Intanto, in manicomio, Mona riceve la visita di una persona vestita di rosso alla quale ribadisce di aver fatto tutto ciò che le era stato chiesto.
- Guest star: Lindsey Shaw (Paige McCullers), Janel Parrish (Mona Vanderwall), Torrey DeVitto (Melissa Hastings), Tammin Sursok (Jenna Marshall), Tyler Blackburn (Caleb Rivers), Keegan Allen (Toby Cavanaugh), Brendan Robinson (Lucas Gottesman), Nia Peeples (Pam Fields), Annabeth Gish (dott.ssa Anne Sullivan).
- Ascolti USA: telespettatori 3 689 000[25].